# Istoria islamului
Istoria Islamului este o ramură a istoriei și a teologiei care se ocupă atât cu studiul evoluției religiei islamice, cât și instituționalizării și răspândirii Islamului, de la începuturi și până în zilele noastre. Islamul a apărut în a doua jumătate a secolului al VII-lea, fiind întemeiat de către Profetul Mahomed și de către adepții săi din Arabia.
De-a lungul istoriei, islamismul a fost marcat de schisme și dispute teologice care au avut ca efect apariția unor ramuri distincte. Principalele ramuri ale islamului sunt reprezentate de Islamul Sunnit și Islamul Șiit .
Inițial, islamul s-a răspândit în Arabia , apoi în întregul Orient Mijlociu și în Nordul Africii . După numărul de adepți, este a doua religie în lume după creștinism .

## Originile Islamului

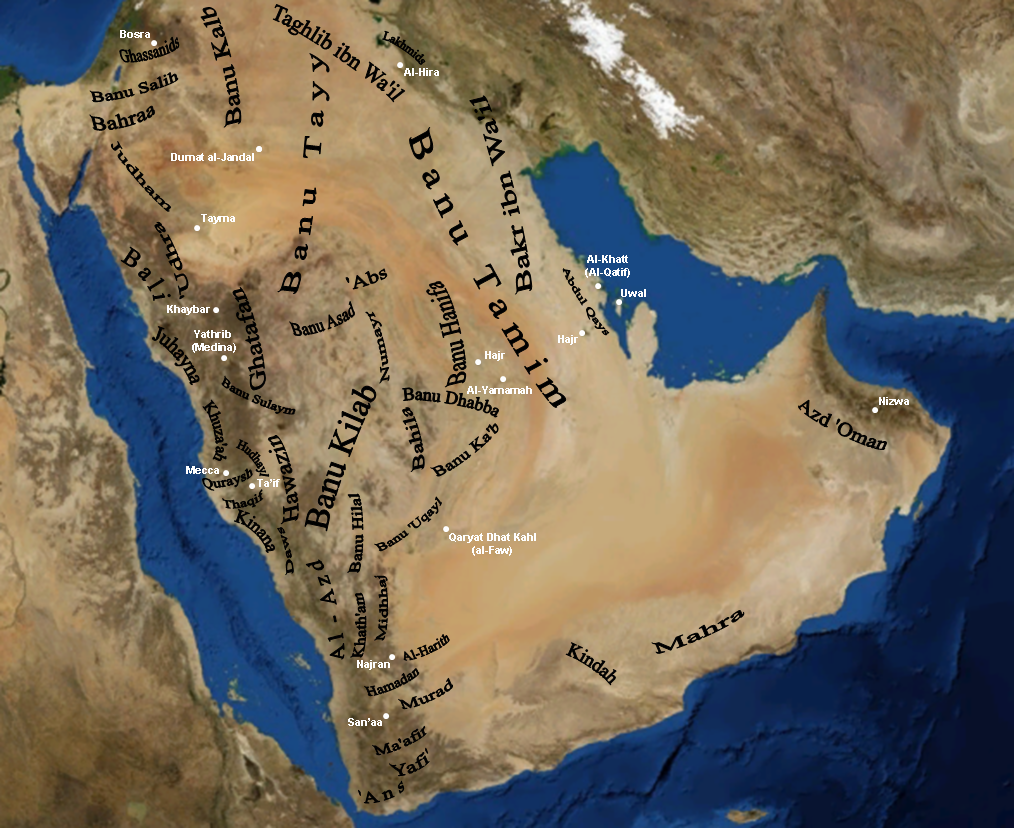
Triburile arabe

Caravana

În secolul al VI-lea, orientul mijlociu era disputat între cele douǎ mari puteri ale lumii: Imperiul Bizantin și Imperiul Sasanid.
Arabii din peninsula arabicǎ (punctul de întâlnire al Africii cu Asia, fiind predominant deșertică) erau nomazi,grupați în triburi,  agricultori, crescǎtori de animale, ce desfǎșurau activitǎți comerciale. Practicau comerț între ei cu caravanele de  cămile.  
Religios, peninsula arabicǎ era cuprinsă de o varietate de religii politeiste, printre care și Zoroastrismul, dar și monoteiste: Mozaismul și Creștinismul.
Printre cele mai importante triburi se numărau ghassanizii, de la est de  Bizanț , și lakhimizii din vestul imperiului sasanid, având capitala la Hira, pe Eufrat, fiind afiliați Persiei încă din secolul IV și anexați în 602. 
Mecca din provincia Hejaz era cel mai important centru comercial și religios, cu societate stratificatǎ, fiind condus de tribul quraișhitilor, fiind arabi ce provin din Palestina.Societatea era prosperă și patriarhală  , cu polarizare socială crescândă.  Qurayshitii erau gardienii Kabba, fiind tribul dominant al orașului Mecca. 
Centrul lor religios era Altarul Kaaba ,  centrul de pelerinaj ce atrăgea comercianți, fiind o clădire sub formă cubică în care se afla o piatră neagră. Conform tradiției islamice ,această piatră a fost adusă din Grădinile Raiului de către un înger , iar altarul a fost construit de Profetul Avraam (în arabă Ibrahim) ca loc de închinare către Dumnezeu , dar arabii politeiști l-au transformat mai târziu într-un templu păgân , și în jurul lui se aflau diferite zeități politeiste sculptate în lemn sau piatră .

### Profetul Mahomed

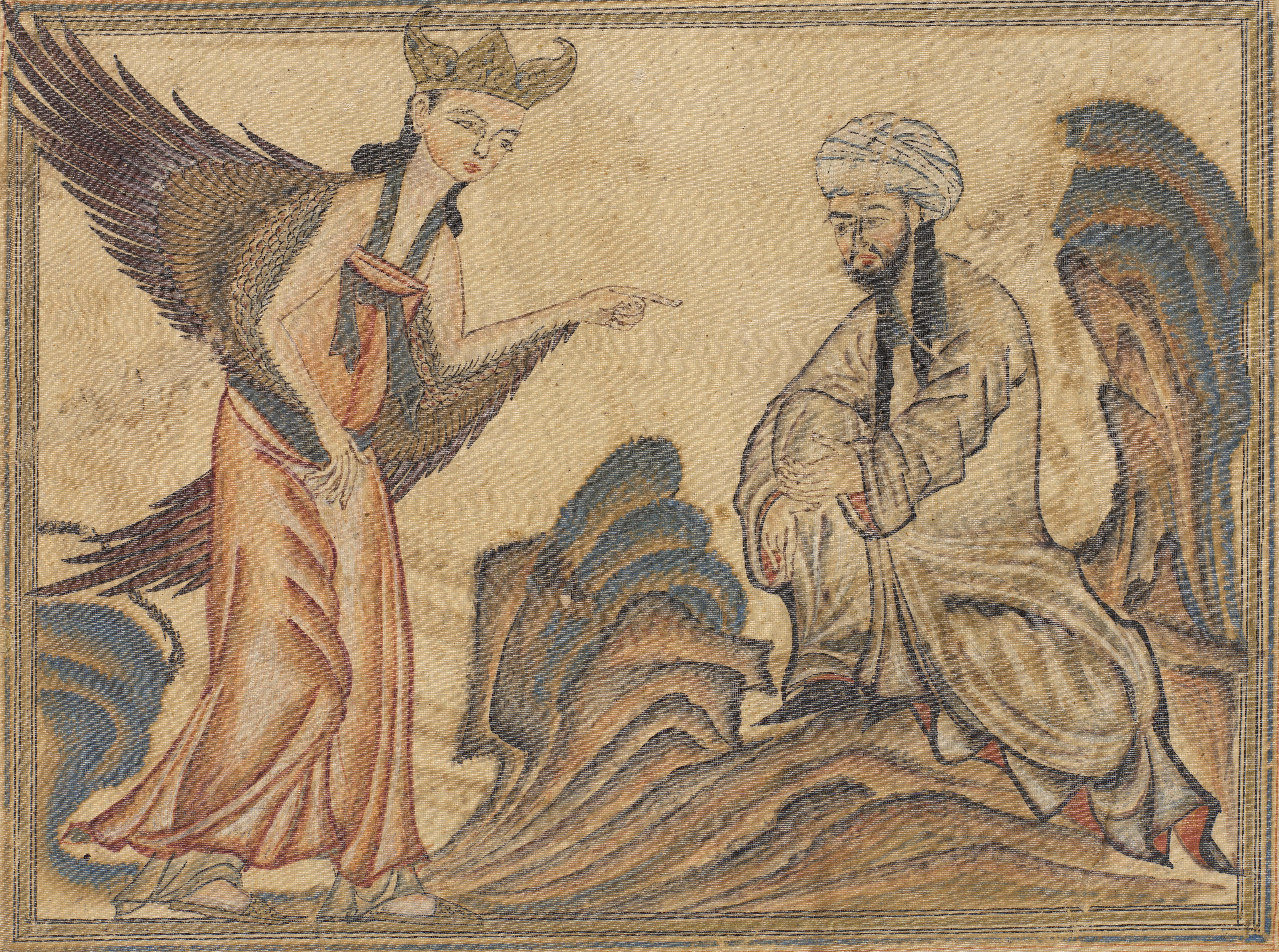
Revelatia lui Mahomed

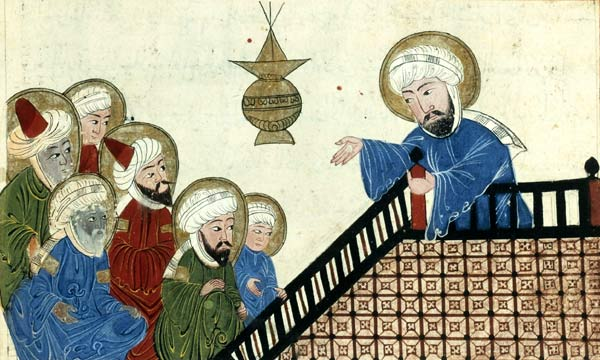
Predica lui Mahomed

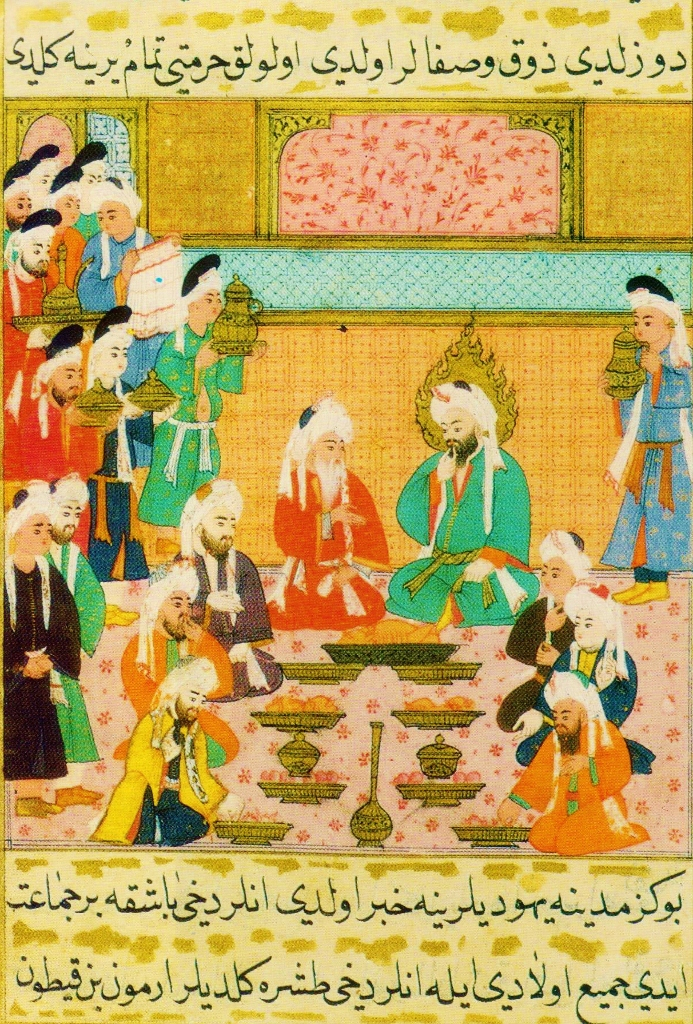
Adeptii lui Mahomed

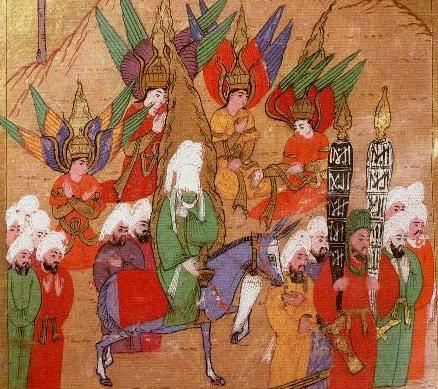
Hegira

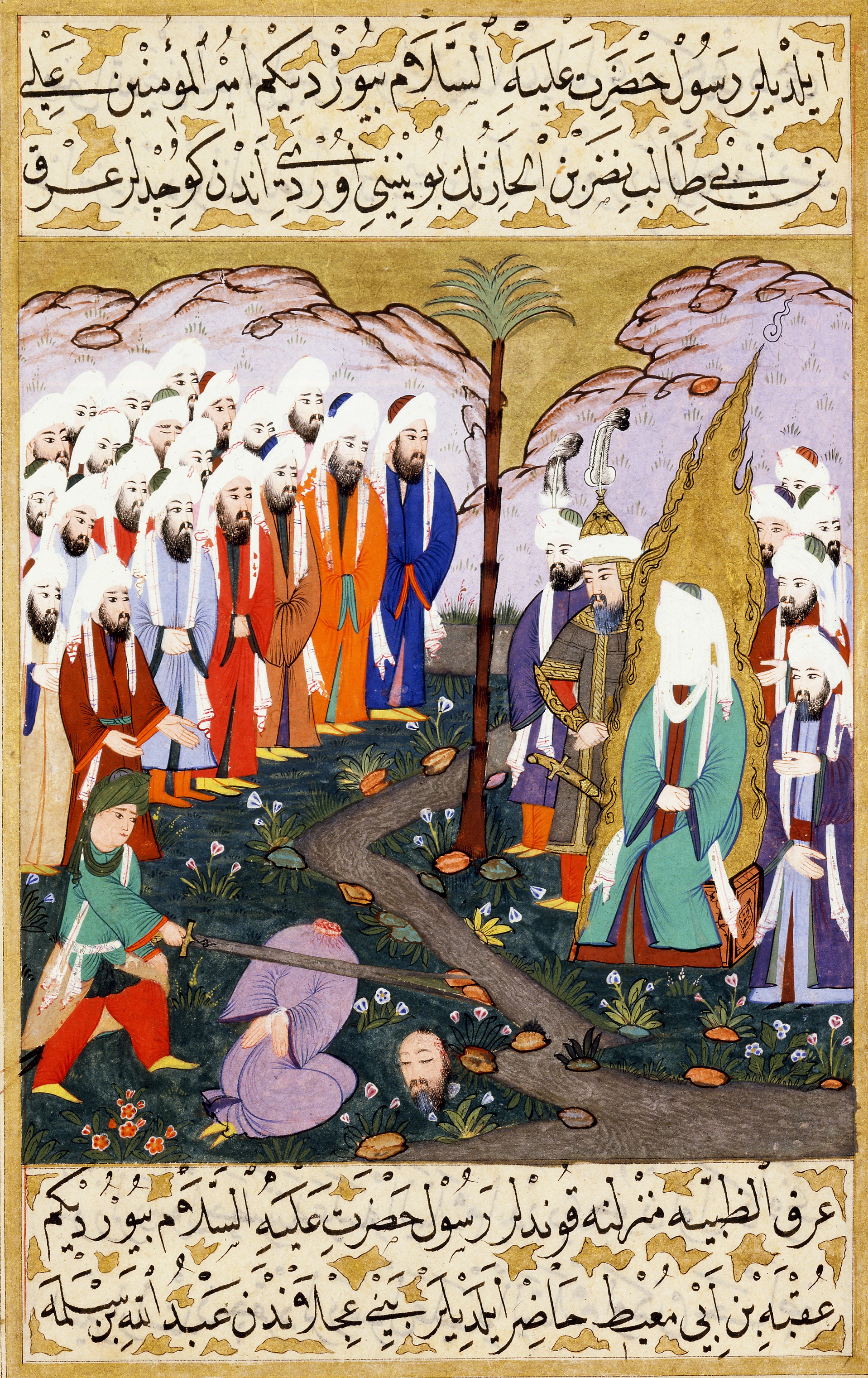
Batalia de la Badr

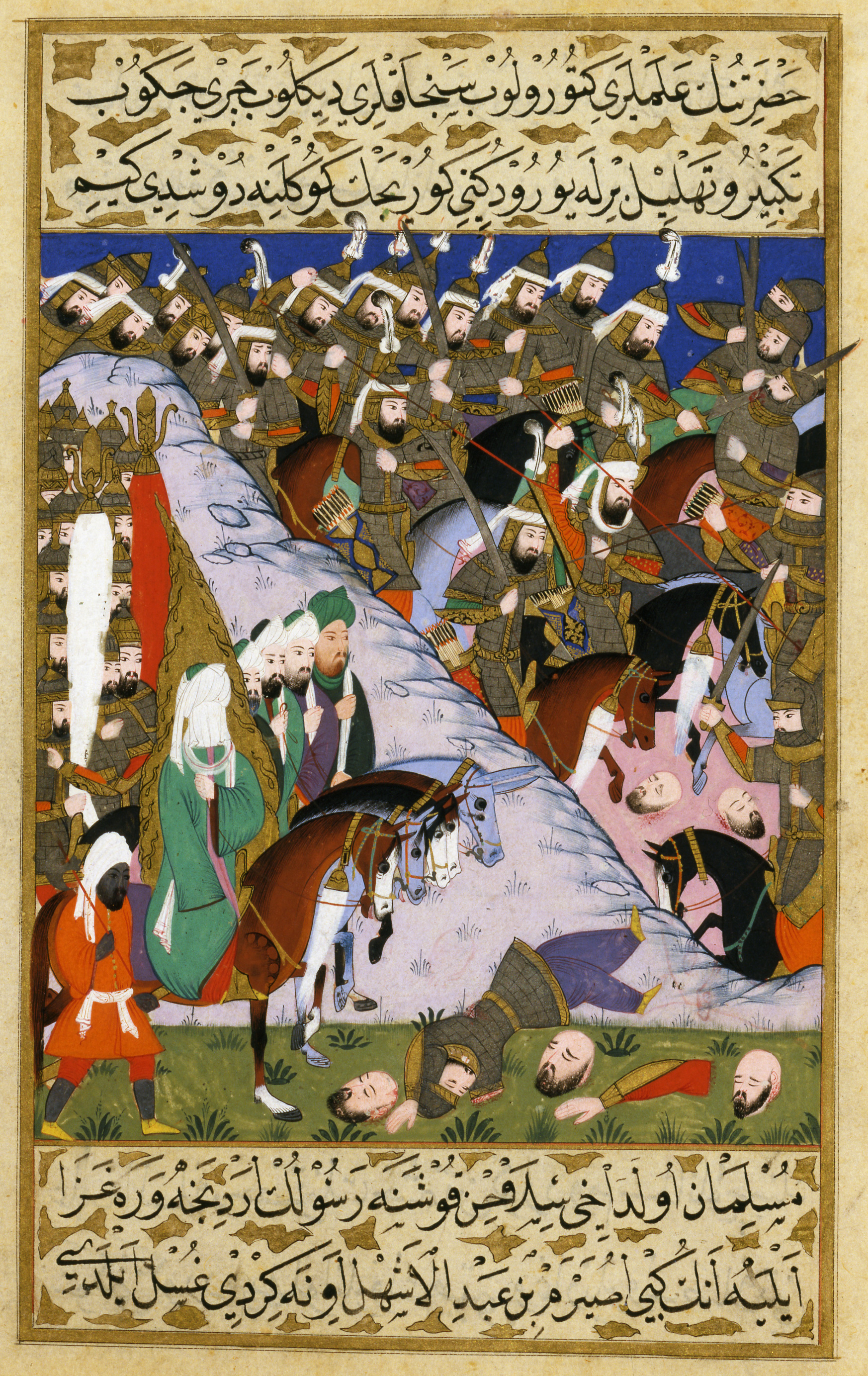
Batalia de la Uhud

Până la nașterea lui Mahomed, Arabia era fărămițată în triburi și confederații tribale, deschisă influențelor străine, eforturilor coloniale ale Persiei, Etiopiei creștine , Siriei și Egiptului bizantin. Mahomed a fost cel care a realizat unitatea și a consolidat-o. Nici Bizanțul și nici părții nu aveau cea mai mică teamă de a vedea ridicându-se un inamic serios din aceste țări sărace.
Mahomed s-a născut în 570 în familia Banu-Hasim, tribul Quraish, din Mecca. Tribul din care făcea parte era cel mai bogat și influent din oraș, însă Mahomed era sărac, fiind orfan din timpuriu,  crescut de unchiul sǎu, Abu Talib. A activat ca negustor în serviciul unei văduve bogate, Khadija, cu care s-a căsătorit la 25 de ani, ea având 40 de ani. Sprijinul soției sale a fost esențial pentru activitatea sa profetică, ea fiind printre singurii care au crezut în primele sale revelații.
Revelațiile au început să apară prin 610, când Mahomed avea 40 de ani. Acesta obișnuia să se retragă din lume pentru a medita într-o grotă de lângă Mecca. Într-o noapte, i-a apărut Arhanghelul Gabriel. Ființa misterioasă i-a arătat  un sul de stofă acoperit cu semne și i-a ordonat să citească și să predice (Igra). Mahomed a răspuns că nu știe să citească, iar îngerul a tot repetat porunca și în cele din urmă, profetul a avut revelația unui zeu unic și măreția sa în raport cu oamenii, care păcǎtuiau fiindcǎ se  închinau la alți zei, dar și că meccanii erau zgârciți și că trebuie ca bogații să îi ajute pe săraci.
Revelațiile au continuat, în centrul lor fiind afirmarea unui monoteism riguros , ce face referință la Dumnezeul Vechiului Testament ca fiind Allah, creatorul lumii și al oamenilor, o divinitate unică, transcendentă, atotputernică și atotprezentă, căruia omul trebuia să i se supună (Islam=supunere). Conform Islamului, nu există intermediari între divinitate și credincioși, ca sfinții creștini, deși în Islam erau venerați personalități. Primul ales este Mahomed, Profetul (nabī-profet,  rasūl-mesager), un simplu muritor, însărcinat cu comunicarea adevăratei revelații, ce era înțeleasă parțial și reinterpretată de evrei și de creștini.
Profetul era  covârșit de nesiguranță, ajungând în pragul disperării, demenței, sinuciderii- conform mărturiilor profetului-hadit și versetelor Coranului-surate, o culegere postumă transmisă prin tradiție a  revelațiilor lui Mahomed. Arabia preislamică trăiește vremuri homerice, poezia îi deschide urechile și inimile. 
Ani în șir, Profetul nu predică decât unui mic cerc de fideli, câtorva rude, nefericiți, oameni săraci : Mecca, pe lângă negustorii îmbogățiți din traficul caravanelor dintre Siria, Egipt și Golful Piersic, își are muncitorii, meșteșugarii, sclavii săi. Așa era și Bilal, sclavul negru care va fi răscumpărat de Abu Bakr-prietenul și socrul profetului, care a devenit primul muezin al Islamului. Bogații, înfricoșați de propaganda care i-a făcut să surâdă, apoi i-a iritat, trec la ostilități.
Mahomed încerca să convingă oamenii să-l venereze pe Allah ca zeul suprem în sanctuarul de la Kaaba. Provǎduia de asemenea egalitatea tuturor oamenilor în fața lui Allah, comunitatea având datoria de a combate sărăcia și sclavia.Mahomed le spunea adepților să se roage vinerea și îl pune ca muezzin ( persoană însărcinată cu chemarea oamenilor la rugăciune) pe  sclavul  Bilal ibn Rabah pentru a sublinia egalitatea tuturor oamenilor în fața lui Allah. 
Exceptând câțiva convertiți din familia și apropiații săi, mesajul a atras numeroase elemente defavorizate din societatea de la Mecca. Critica socială și caracterul radical al monoteismului predicat au declanșat ostilitățile cu tribul qurayshit. Nu se putea atinge de el căci Mahomed era aflat sub protecția clanului sǎu, hashemit. Sunt persecutați adepții acestuia. Un număr mare se refugiază la curtea regelui creștin din Abisinia, din Etiopia. La scurt timp, în 619, soția sa, apoi unchiul sǎu, care fără să se fi convertit,dar  l-a sprijinit întotodeauna, au murit. Abu Lahab, un alt unchi de-al sǎu, devenit noul lider al Banu Hasim, l-a scos pe Mahomed de sub protecția clanului.
Pe 16 iulie 622, Mahomed părăsește Mecca, împreună cu Abu Bakr și cu un grup de adepți, îndreptându-se spre Yahtrib. Fuga a fost denumită în istorie  Hegiră , marcând începutul erei islamice. A fost însoțit de muhajirun(cei care și-au părăsit căminele pentru a lupta pe calea lui Allah). 
Yathrib era un oraș pe trei sferturi țărănesc, cu două triburi arabe ostile altuia, și importante fracțiuni evreiești, formate din negustori.
Ajunși la Yahtrib, a avut loc fuziunea dintre muhajiruni și amar (confederații de la Yahtrib) într-o  Umma  unitară (comunitatea musulmanilor, formată din mu'min-credincioși). 
Profetul, ajuns la Yahtrib, este primit cu triumf, iar orașul capătă numele de Medina(Orașul Profetului), devenind conducătorul religios și politico-militar al orașului. Încheie alianțe de colaborare și sprijin reciproc cu comunități non-musulmane(făcând concesii la predici și căsătorindu-se cu multe femei, ca Aișa), organizează viața religioasă a noilor convertiți, elaborează strategia de atac și sistemul de apărare ale comunității musulmane   și alungă evreii.Sub conducerea sa este organizată viața religioasă a convertiților.  Pe când se afla la Medina, profetul a cerut ca rugăciunea să fie îndreptată inițial spre Ierusalim, orașul sfânt al evreilor și creștinilor. Dar dupǎ  ce a adoptat o atitudine de neîncredere și de ostilitate fațǎ de evrei , a ordonat ca rugǎciunea sǎ fie îndreptatǎ spre Mecca.Recomandările sale, chemările muzeinului, rugăciunea în comun de vineri, vălul femeilor, demnitatea pretinsă fidelilor și imam-ilor lor presupun un cadru urban.
În anul 624 , la doi ani după ce Profetul Mahomed și adepții săi au fugit de la Mecca la Medina , tribul Quraish i-a trimis o scrisoare de amenințare lui Abdullah ibn Ubai ibn Salul , conducătorul orașului Medina , în care scria că dacă nu îl va alunga pe Mahomed și pe musulmani din Medina , atunci cei din tribul Quraish vor invada orașul și îi vor ucide pe toți . În acest context , cei din Mecca au trimis în mod regulat invadatori în Medina , nelăsându-le musulmanilor nici o altă alegere . Ei trebuiau să câștige această luptă și să consolideze controlul asupra drumului comercial.Caravana celor din neamul Quraish se întorcea din Siria spre Mecca, având cu ei o mare avere, păzită numai de 40 de oameni, această avere ridicându-se la 50.000 de dinari de aur. Aceasta constituia o țintă tentantă pentru armata musulmană și reprezenta un important potențial economic și de acțiuni militare, ce aveau să zguduie întreaga structură a politeiștilor meccani .Profetul Mahomed   și-a încurajat oamenii să țină piept caravanei tribului Quraish. Musulmanii au pornit cu 300 de soldați, dar nu s-au așteptat să întâlnească doar 40 de bărbați , neintenționând să lupte cu ei . Astfel , caravana a scăpat , dar Abu Sufian trimite o armata imensă de 1000 de soldați, 100 de cai și 200 de cămile. Profetul, însoțit de vărul sau Ali și de unchiul sǎu, Hamza, și-a așezat tabăra la Badr și au astupat toate fântânile pentru ca inamicii să fie însetați.
În 624 s-a desfășurat Bătălia de la Badr unde ostile musulmane înfrâng armata superioară a qurayshitilor, în care Profetul își dovedește ingeniozitatea strategică.  Trupele superioare numeric ale lui Sufian au fost înfrânte de armata profetului inferioară numeric, sprijinită de "ostile cerești".
Dar în 625, armata profetului este înfrântă în Bătălia de la Uhud de qurashiti . În timpul luptei , unchiul Profetului , Hamza ibn 'Abd al-Muttalib a fost ucis , iar Mahomed a fost nevoit să ordone retragerea . În ciuda înfrângerii, Profetul stimula moralitatea soldaților săi, afirmând că "soldații morți din tabăra sa au ajuns în paradis, iar soldații morți din tabăra quarishitilor au ajuns în infern". Lupta lor pe calea lui Allah va fi răsplătită după moarte.
A urmat un îndelungat război de uzură, în care adepții lui Mahomed au atacat și jefuit caravanele, Mecca prosperând de pe urma acestora. În 627, musulmanii din Medina resping un asediu condus de o confederație formatǎ din quraishiti , arabi pǎgâni și iudei. După un lung război de uzură, prin care Mecca falimenta, iar Medina prospera de pe urma jafurilor și activității comerciale, qurayshitii au fost determinați să încheie pace.
În 628 este încheiat un armistițiu la Hudaybiyya , ce permitea pelerijanul musulmanilor la Kaaba, pe baza unui compromis mai larg cu elitele meccane. Amr ibu al-As, viitorul cuceritor al Egiptului, și-a oferit supunerea lui Mahomed. Tot în același an a fost impusă Carta de la Yahtrib, prin care se făcea demarcarea netă dintre credincioși (mu'min) și necredincioși (kafir). Apare conceptul de Jihad sau Kital (război sfânt), prin care credincioșii luptau pe calea lui Allah, o cale sprituală, războinică, a cărei ambiguitate a generat dispute doctrinare. Profesiunea de credință era: "Allah este unicul zeu și Mahomed profetul sǎu". 

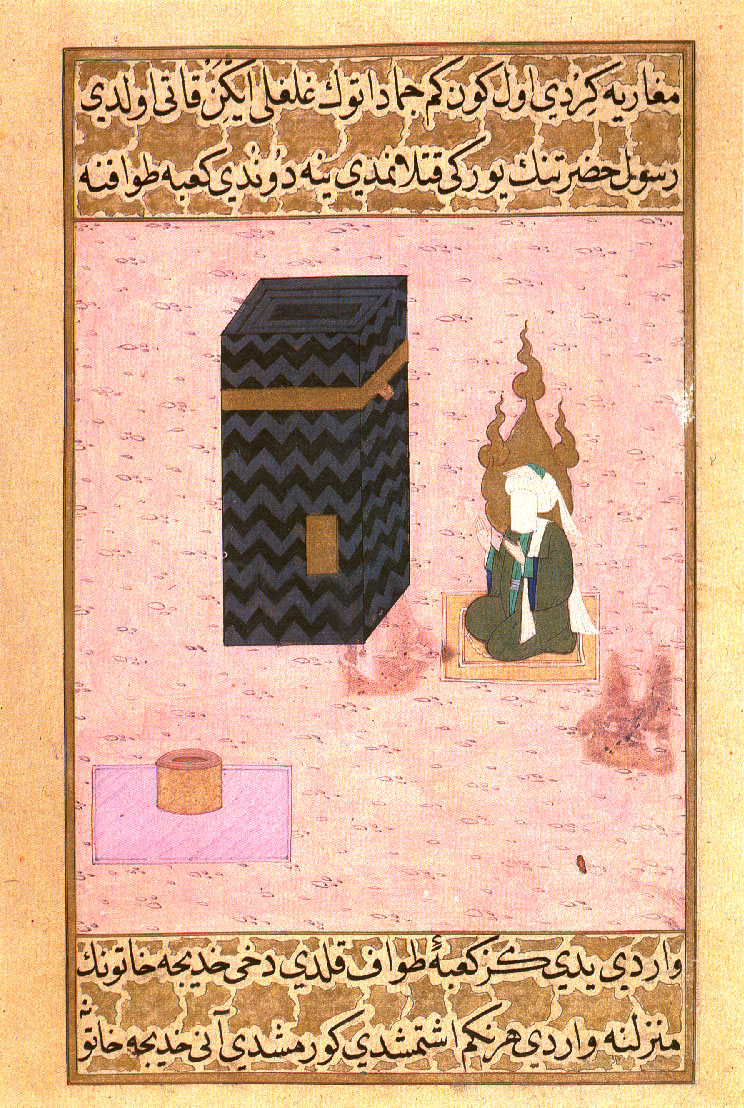
Mahomed la Kaaba

În 630, Mahomed reintră în Mecca și primește supunerea qurayshitilor. Locuitorii orașului Mecca acceptă să se convertească, devenind punctul de orientare a rugăciunii musulmane (qibla) și loc de pelerinaj (hadj) al credincioșilor , deși acesta rezidă mai mult la Medina și conducea alte campanii pentru supunerea altor triburi arabe. La Mecca, Mahomed precizează doctrina, transformând Islamul într-o putere redutabilă, datoritǎ vocației misionare, devenind o adevărată religie, ce trebuia îmbrățișat de întreagă umanitate, chiar cu prețul impunerii sale cu forță. Impune cei cinci stâlpi ai islamului: 
1. Șahada-Mărturisirea de credință: lā ʾilāha ʾil ʾāllāh, muḥammadun rasūlu-llāh (nu există alți zei în afară de Allah și Mahomed este profetul lui)- mărturisirea în public este condiția intrării credinciosului în comunitatea musulmană.
2. Salat-Rugăciunea: trebuia rostită de cinci ori pe zi, la anumite ore, după purificări rituale, cu fața spre Mecca(Qibla-direcția în care se îndreaptǎ un musulman atunci când își face rugăciunea), actul ritual constând în plecăciuni adânci și prosternări, iar credinciosul trebuie să rostească texte din versetele Coranului, alese și știute pe dinafară.
3. Zakat-milostenia față de săraci: a devenit ulterior un impozit pe venit în valoare de 2,5%, destinat sprijinului celor aflați în necesitate. Sclavii erau răscumpărați, ulemalele (învățații comunității, specialiști în teologia și dreptul islamic) erau întreținuți.
4. Sawm-postul: presupunea privarea de hrană și băutură de la răsăritul la apusul soarelui și abstinență sexuală, în luna a nouă a calendarului musulman-Ramadanul.
5. Hadj-pelerinajul: fiecare musulman trebuia să-și permită din punct de vedere financiar, indiferent de starea de sănătate, să facă o dată în viață un pelerinaj la Mecca. Pelerinii trebuiau să înconjoare moscheea de la Kaaba, unde se află piatra de origine meteoritică, simbol al unității islamice, iar apoi, pelerinii aruncau o piatră în obeliscul ce simboliza puterea diavolului.

Profetul Mahomed moare pe 8 iunie 632, fără urmaș pe linie masculină și fără a numi succesor. A fost înmormântat la Moscheea Al-Masjid al-Nabawi din Medina. Comunitatea de musulmani îl alege drept calif (locțiitor/urmaș) care să fie și imam ( lider spiritual, conducător al unei moschei sau unei comunități, preot sau prelat musulman; conducătorul rugăciunii colective într-o moschee) și  emir(comandant, prinț, guvernator), din 632 până în 661, fiind patru califi călăuziți-rașiduni (drepți), primii doi fiind socrii profetului, iar ultimii doi, ginerii săi.

### „Califii cei Drepți”

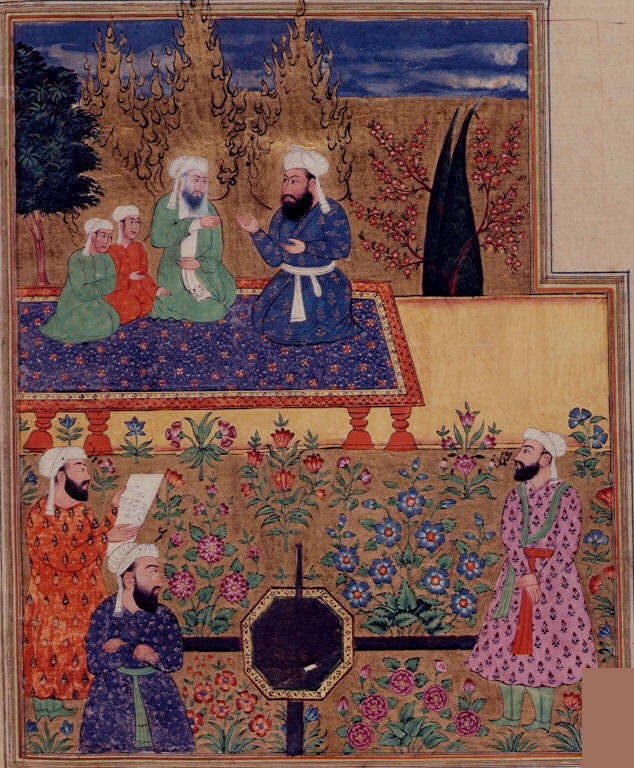
Miniatura din secolul XVII reprezentandu-i pe Mahomed, Husayn, Hasan si Ali in Paradis; Osman, Omar si Abu Bakr sunt pe pamant

Credincioșii au fost adunați de Omar pentru a desemna succesorul, locțiitorul profetului-Califul, care să fie iman(șef religios) și emir(comandant militar). Au fost aleși succesiv patru califi drepți din cercul sǎu intim. Primii doi erau socrii profetului, iar ultimii doi, ginerii săi. 

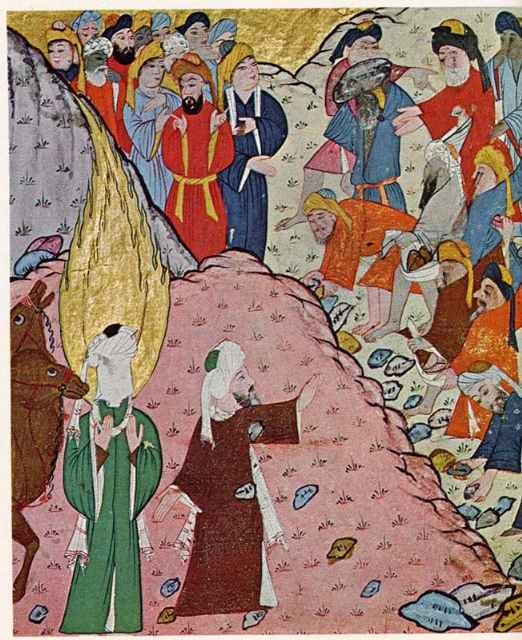
Abu Bakr protejandu-l pe Profet de multimea furioasa

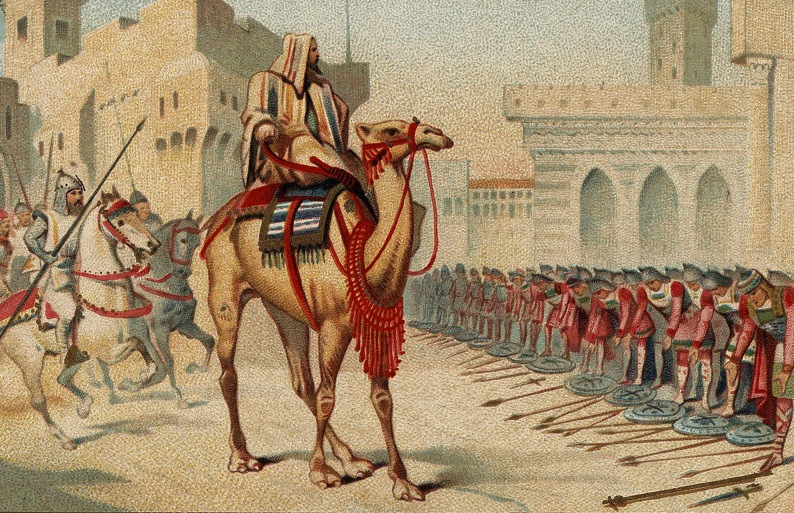
Omar cucereste Ierusalimul

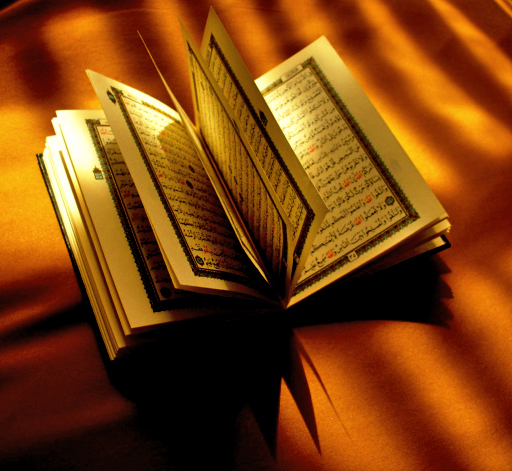
Coranul

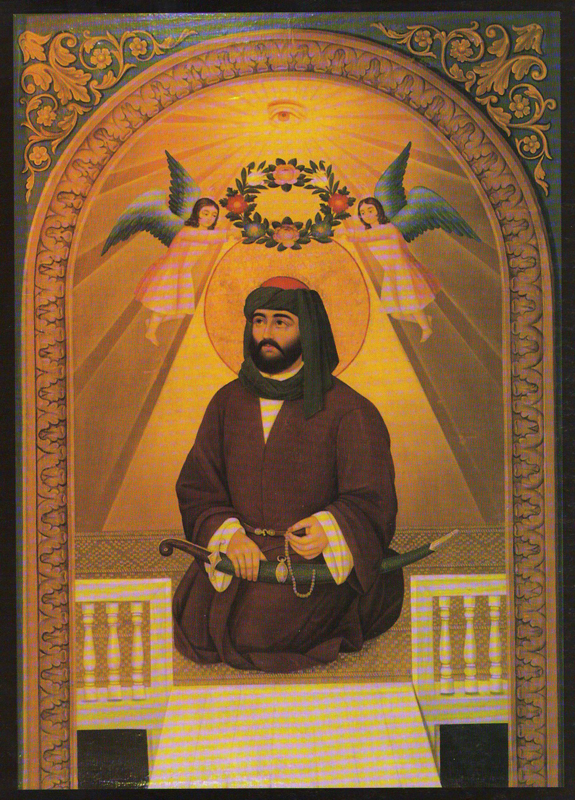
Ali ibn Abi Talib

Abu Bakr, primul calif (632 – 634), a menținut comunitatea unită prin puterea autorității sale. Sub conducerea sa, a cucerit zone din Yemen și începe cucerirea teritoriilor Bizanțului . A impus represiuni asupra celor care comiteau apostazia și a jefuit locurile cu bogății, consolidând controlul musulman asupra peninsulei arabice. A declanșat  o invazie asupra celor douǎ imperii vecine, Bizanțul și Persia în mod simultan.
Succesorul sǎu, Omar( 634 – 644) a devenit fondatorul imperiului islamic. În 637, a consolidat organizarea internă a imperiului prin garnizoane militare, redistribuirea pământurilor, pensii și perceperea unor impozite de la "necredincioși". Între 635-637, generalii săi au cucerit Siria și Palestina, Damascul și Ierusalimul, și teritoriile Imperiului Sasanid, slăbit de pe urmă confruntărilor cu Imperiul Bizantin. Între 639-641 a anexat Egiptul, între 640-644 a cucerit Irakul.  A fost asasinat de un sclav persan.În Războiul Romano-Persan, împăratul Heraclius I a respins atacurile persane, s-a năpustit asupra orașului Ctesifon și a încheiat pace, dar ultimele resurse ale Bizanțului erau epuizate.
Succesorul sǎu, Osman( 644-656), s-a preocupat de politică internă datorită tensiunilor acumulate în interiorul lumii arabe, iar în anul 653 a redactat Coranul în forma sa actuală (114 sure în ordinea lungimii și nu cea cronologică, ce cuprindeau profețiile lui Mahomed transmise pe cale oralǎ), stopând și monopolizând revelațiile.  Și-a promovat rudele în funcții înalte, ca Moawya ca guvernator al Siriei.
În 647, armatele musulmane au avansat spre Libia, iar în 651 este cuceritǎ Persia. Osman este asasinat la Medina în 656.
Ali( 656 – 661), al patrulea calif, care era vărul și ginerele profetului, primul adept al lui Mahomed,  a fost considerat de șiiții musulmani drept adevăratul succesor-imam. Deși era un calif drept, viteaz și precaut, în timpul domniei sale, comunitățile islamice s-au împărțit. Dorind să răzbune moartea lui Osman, Moawiya i-a cerut lui Ali să predea asasinii. Ali nu se dezice de ucigași față de Moawiya, și se declanșează schisma. Moawiya a atras de partea sa alți guvernatori. Începe un război civil între el și Moawiya, guvernatorul Siriei, creatorul flotei arabe. Acesta din urmă i-a înfrânt pe bizantini și a ocupat Ciprul. 
În 657, califul Ali pierde Bătălia de la Siffin împotriva guvernatorului rebel. El mută capitala Califatului de la Medina la Kufa, în Irak.  În momentul în care Ali pleacă se realizează împotriva lui o coaliție condusă de Moawya care este guvernatorul Siriei de 20 ani, candidatul Dinastiei Omeiade, are la dispoziție resurse financiare multe conduce coaliția sub stindardul condamnării celor care l-au asasinat pe Uthman.
Fiica lui Abu-Bakr, Aișa, se implica si ea în rǎzboi, iar în  658 are loc Bǎtǎlia Cǎmilei.Aișa este îndepǎrtatã.   
Pierzând arbitrajul dintre ei, kharidjitii, un grup important al armatei sale, partizani ai purității doctrinare a islamului, îl asasinează pe Ali în 661 în timpul rugǎciunii din Kufa.

## Imperiul Islamic

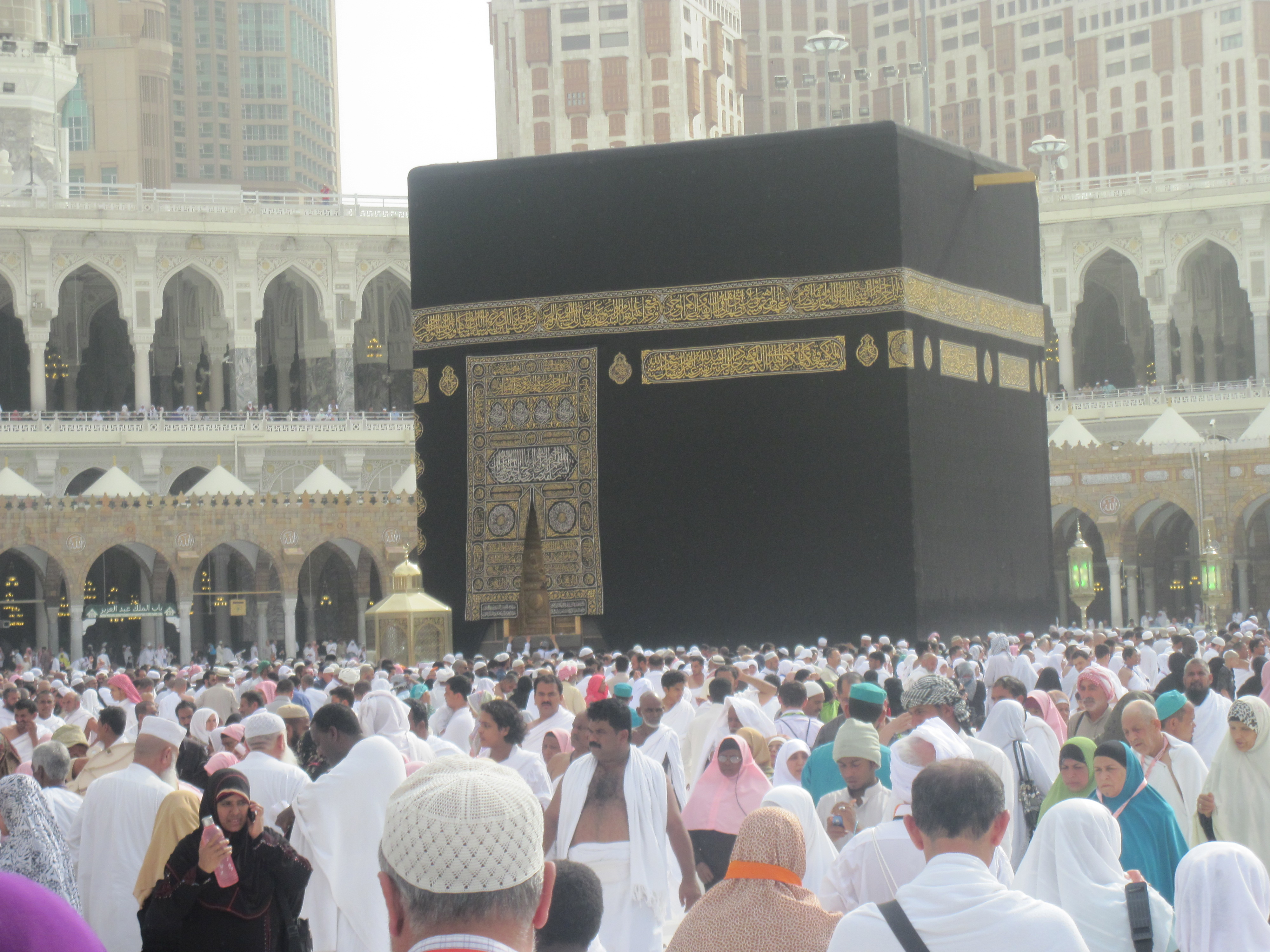
Kaaba

### Califatul Omeiad

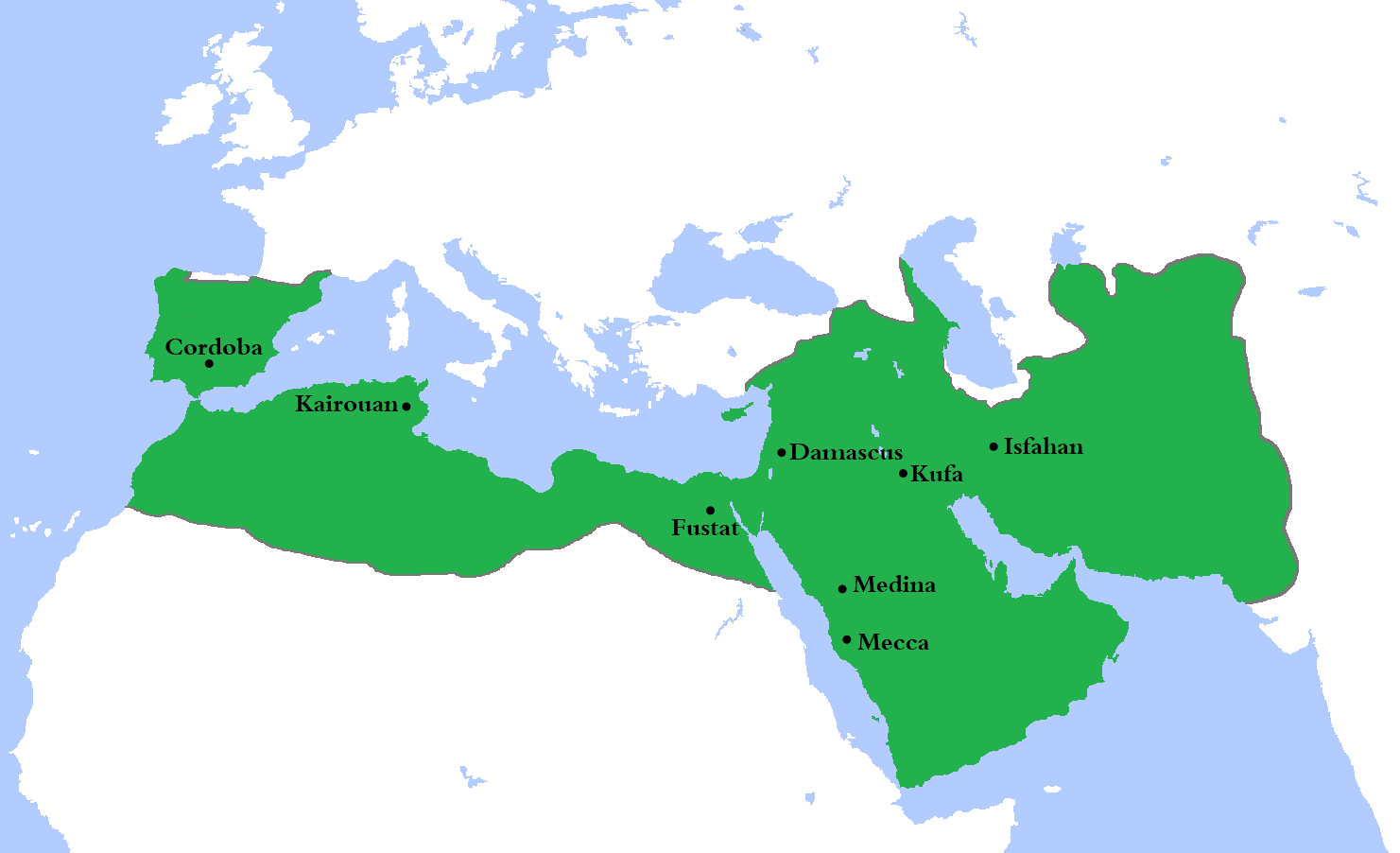
Califatul Omeiad

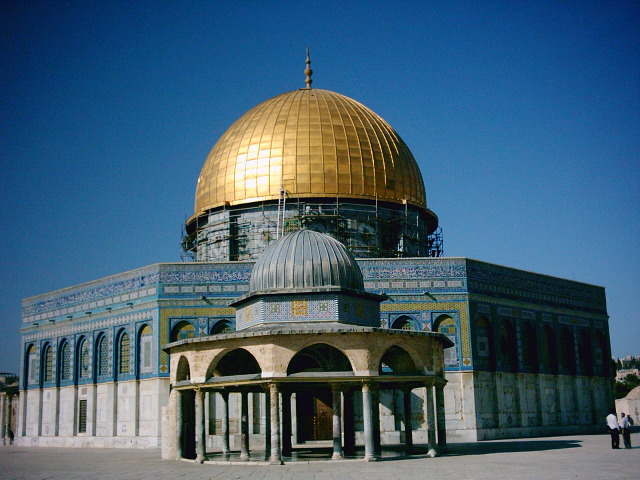
Cupola Stancii

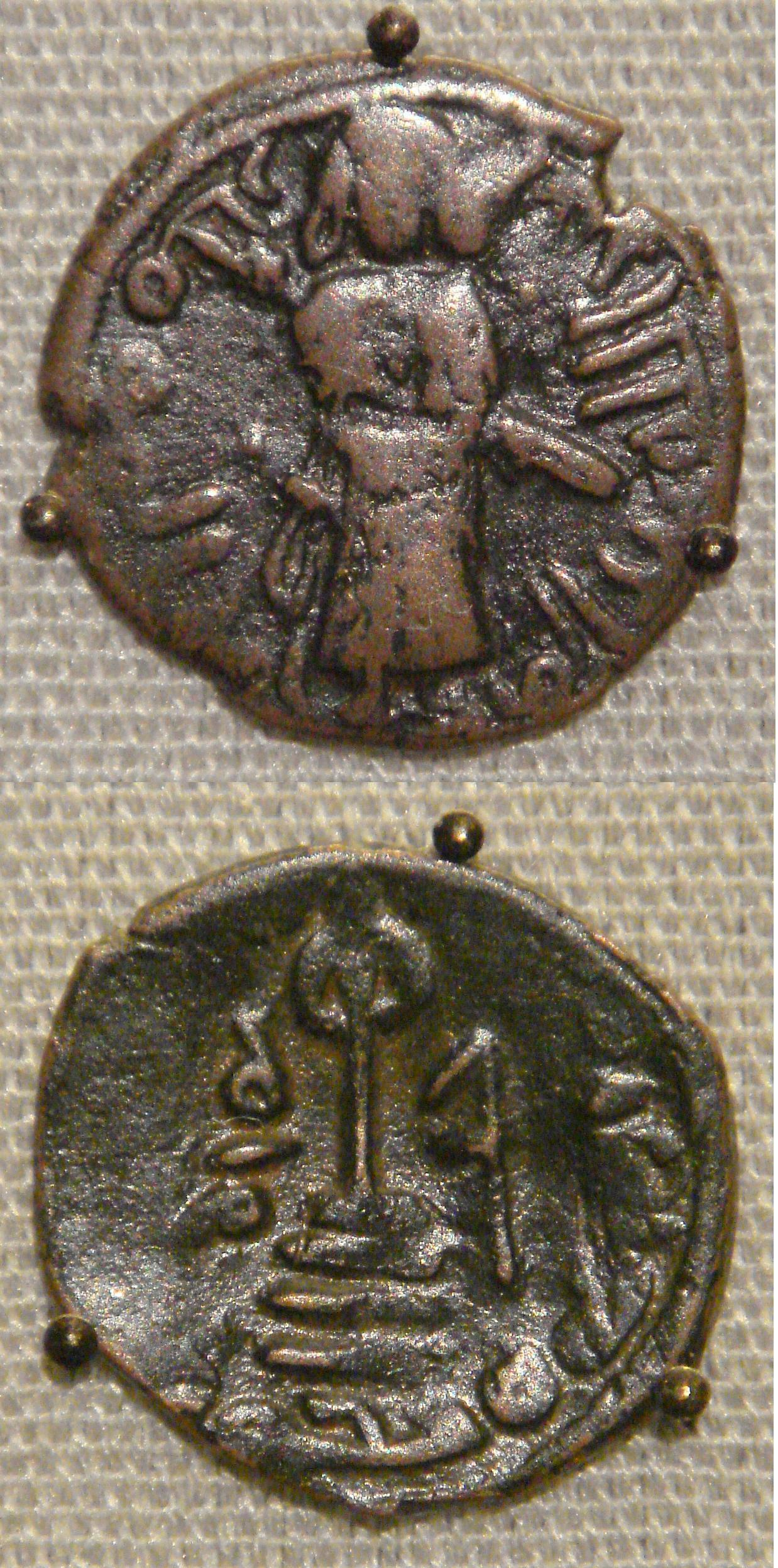
Monede

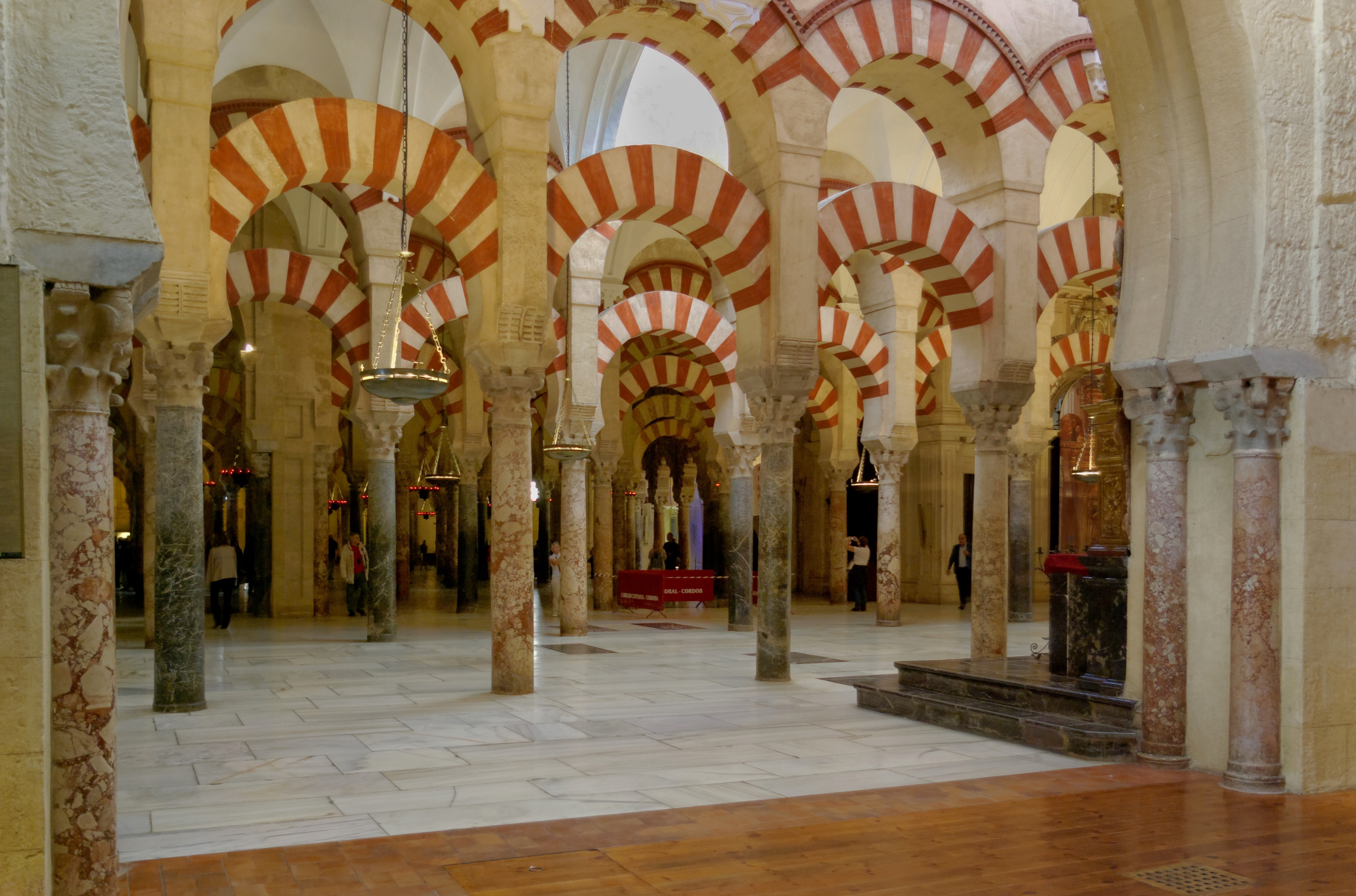
Moscheea din Cordoba

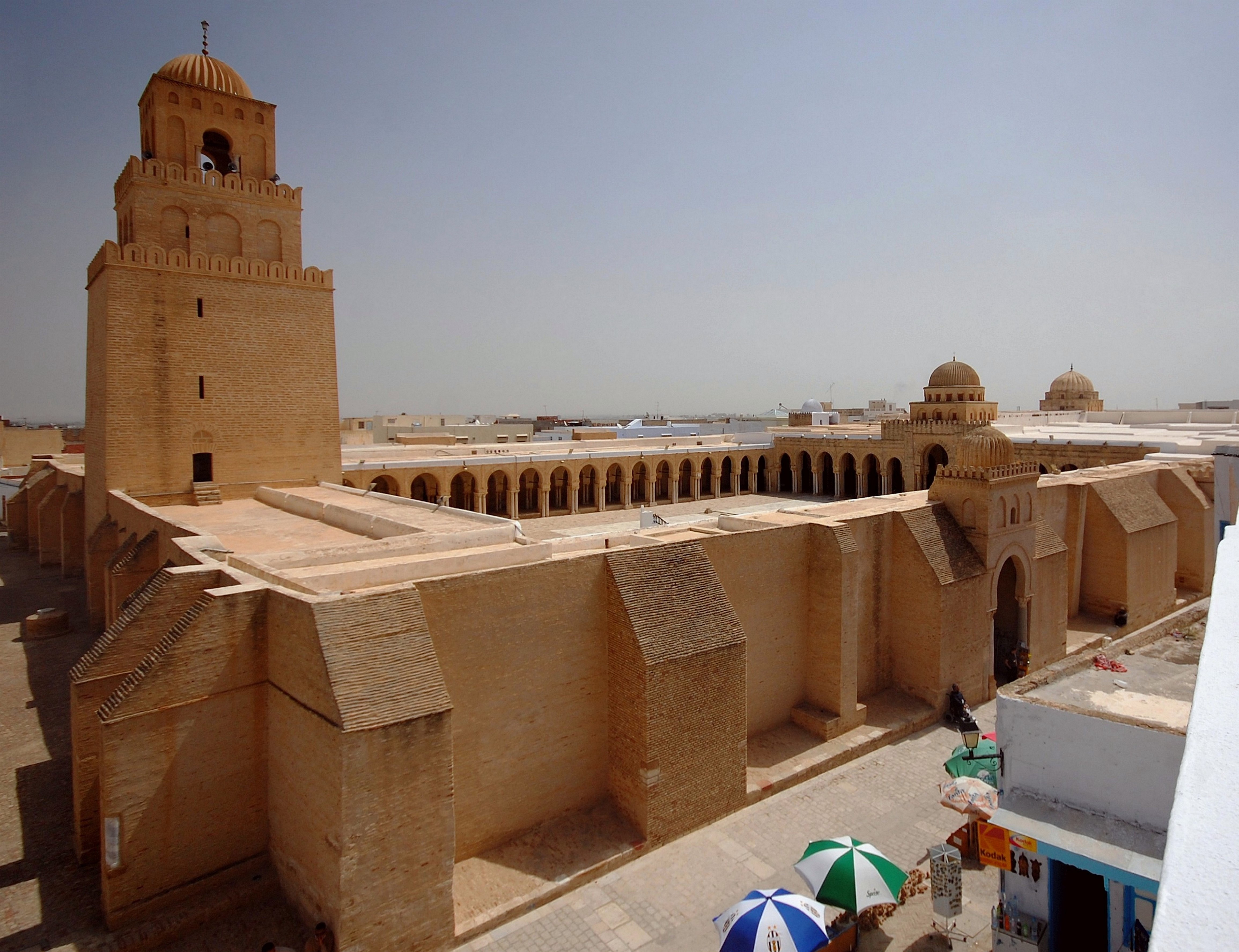
Grande Mosquée de Kairouan,

Muawyia este ales calif, ce își stabilește capitală la Damasc, fondând dinastia Omeiazilor, rămasă la putere până în 750, a cărei succesiune era doar în interiorul aceluiași clan, iar centrul puterii era Siria, iar reședința era Damascul. Succesiunea nu este   din tată în fiu, ci are loc în interiorul clanului între frați și veri.
Au fost impuse soluții ideologice, omeiazii deținând titlul de Khalifat Allah-locțiitorii lui Allah, ai căror teologi erau reticenți. Au organizat administrația, Moawiya atrăgând elitele provinciale și tolerând formele tradiționale, rezervând funcții pentru arabii kuraișiti. De asemenea, au apărut schismele ce au marcat islamul de-a lungul secolelor. Șiismul, ca doctrinǎ, afirmă succesiunea la califat pe linie directă a urmașilor profetului, ce proveneau din Fatima, fiica acestuia, și Ali, ginerele sǎu. 
Singurii califi legitimi erau fii lui Ali, Hasan și Husein, născuți la Fatima. Unii musulmani credeau că Mahomed nu a murit, ci s-ar fi ascuns în adâncimile unui munte, de unde va reveni că Mahdi-alesul lui Allah. Șiiții refuză sunna, tradiția căreia îi sunt credincioși musulmanii sunniți. Din rândul siitiilor se desprind alte curente, între care duodecimanii-partizanii ideii imamului ascuns, un fiu ascuns al lui Hasan, care va reveni că Mahdi, și septimanii, care au întemeiat califatul fatimid din Egipt, precum și ismaeliții sau asasinii, alte ramuri ulterioare.
Mecca era controlatǎ de un rebel Ib al-Zubayr, care nu recunoaștea autoritatea Califului Omeiad. Moawya nu poate controla eficient întregul califat,  astfel,  partida lui Ali rămâne destul de concentrată în Irak,  în Mesopotamia khardjitii, iar Zubayr la Mecca. În momentul în care Moawya îl impune pe fiul sǎu ca succesor, el trezește teribile nemulțumiri tocmai pentru că nimeni nu vrea să recunoască  o succesiune dinastică.
În 680 sub Yazid I, are log tragedia de la Karbala. După abdicarea fratelui sǎu mai mare, al-Hassan, al-Husayn, fiul mai mic al lui Ali, era recunoscut de șiiți ca al treilea imam și conducător drept. Locuitorii din al-Kuka îl conving să se ridice împotriva Omeiazilor. În timpul unui marș prin deșert, Husayn și 72 de membri ai familiei sale sunt înconjurați de trupele lui Yazid, fiind înfometați și uciși. Tragedia de la Karbala din dată 10 octombrie 680 marchează uciderea familiei nepotului profetului, al-Husayn, eveniment care a inițiat șiismul și este comemorat de șiiți  în cadrul festivalului Ashura, cu piese de teatru și procesiuni de autoflagerare.
Locurile pustii din Siria și Iordania erau zone proprice de odihnă sau spații de agricultură. În 674-678 trupele islamice avansează pe teritoriul bizantin și asediază pentru prima dată Constantinopolul. Expansiunea a continuat, în 682 fiind cucerit tot nordul Africii-Magrebul. Califatul era organizat dintr-o elită militaro-religioasă alcătuită din arabi musulmani.  Omeiazii păstrau în provinciile cucerite sistemele anterioare de funcționare, administratorii locali și limba. Elita nu se ocupă decât de acumularea de surplusuri.
În 685, Abd al-Malik a stabilizat structurile politice ale Imperiului Omeiad. A intenționat să facă din Ierusalim un nou centru politic și cultural al regatului sǎu, construind Cupola Stâncii în 691-692, locul unde, se spune că, Mahomed ar fi fost ridicat la cer.  Schimbă politica omeiadǎ în raport cu populațiile cucerite. A bătut moneda pentru întreagă comunitate musulmană și a restaurat Kaaba. A deschis porțile convertirii , iar elitele locale ce doreau să-și mențină poziția socială trebuiau să se convertească. Dar odată un om convertit, acesta nu mai plătea taxa ca non-musulman. Resursele financiare au scăzut. Elitele doreau să capete funcții. 
Între 694-711 trupele arabe avansează în sudul Persiei, în Pakistanul de azi, iar în 704 au cucerit Afghanistanul, Buhara și Samarkandul, precum și Valea Indului până la Multan. În 724, Transoxiana și Tașkentul sunt ocupate. 
Între 717-718 trupele sucesorilor lui al-Walid asediază din nou Constantinopolul fără succes, și au jefuit regulat regiunea bizantină a Asiei Mici. Califatul Hisham s-a dovedit a fi un expert în probleme administrative, recâștigând controlul asupra berberilor și noilor musulmani revoltați, prin distribuirea de monede, finanțarea clădirilor publice și a rezervoarelor de apă ale orașelor. A promovat cultura, artele și educația. 
În 711 este cucerită sudul Spaniei. Expansiunea a continuat și spre est, în Asia centrală, până în Valea Indusului, cuprinzând Sindh, Punjab, până în 710-712.
Al doilea val al expansiunii islamice începe sub Walid I, în 711, arabii și berberii islamici conduși de Tariq au trecut Africa spre Gibraltar în Spania, distrugând Regatul Vizigot de la Toledo și în scurt timp, cuceresc peninsula iberică, până în Asturia. Dar din sudul Franței, în 732, sunt respinși la  Poitiers de către francii conduși de Charles Martel.
Incapacitatea de a se menține în Asia Mică și înfrângerea de la Poitiers din 732 au stopat expansiunea islamică. Califatul Omeiad a înfruntat o serie de probleme, precum imensitatea teritorială, particularismele tribale, contestări ale clanului Banu Hashim. 
În 747 are loc rebeliunea lui Abu Muslim în Chorasa. În 750 , omeiazii sunt înlăturați și ia naștere Califatul Abbasid, condus de Abu Al-Abbas.

### Califatul Abbasid

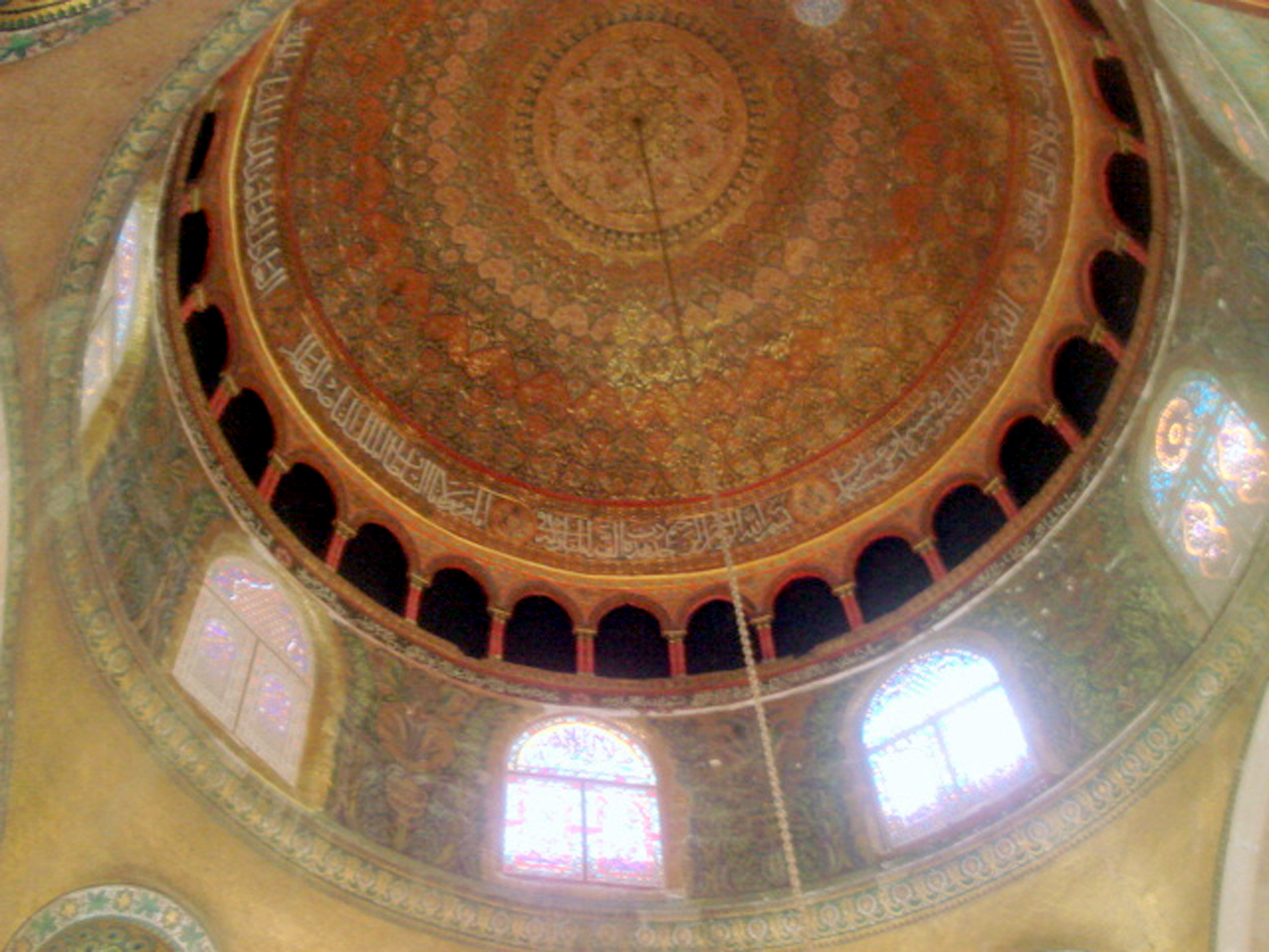
Moscheea Al Aqsa

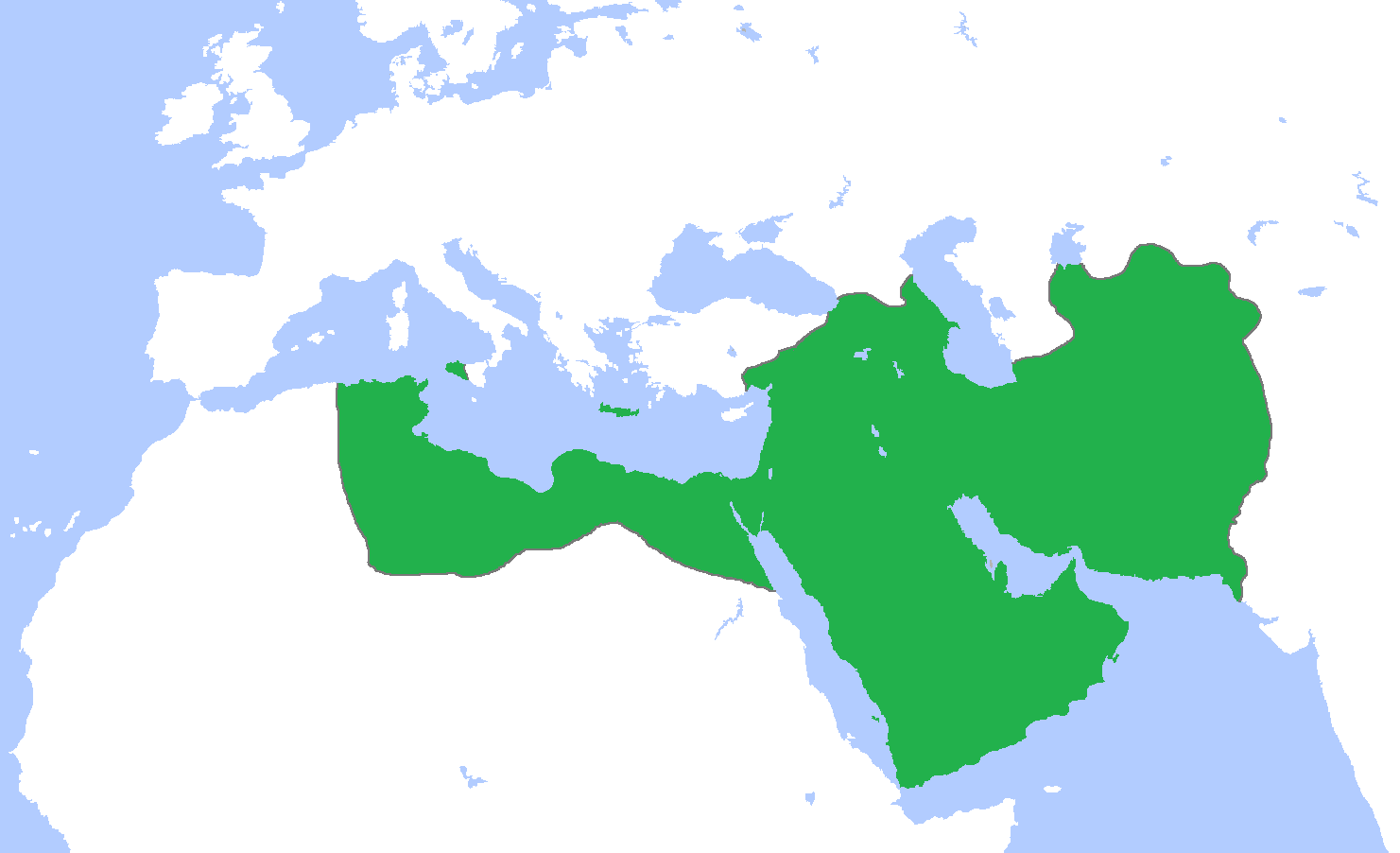
Califatul Abbasid

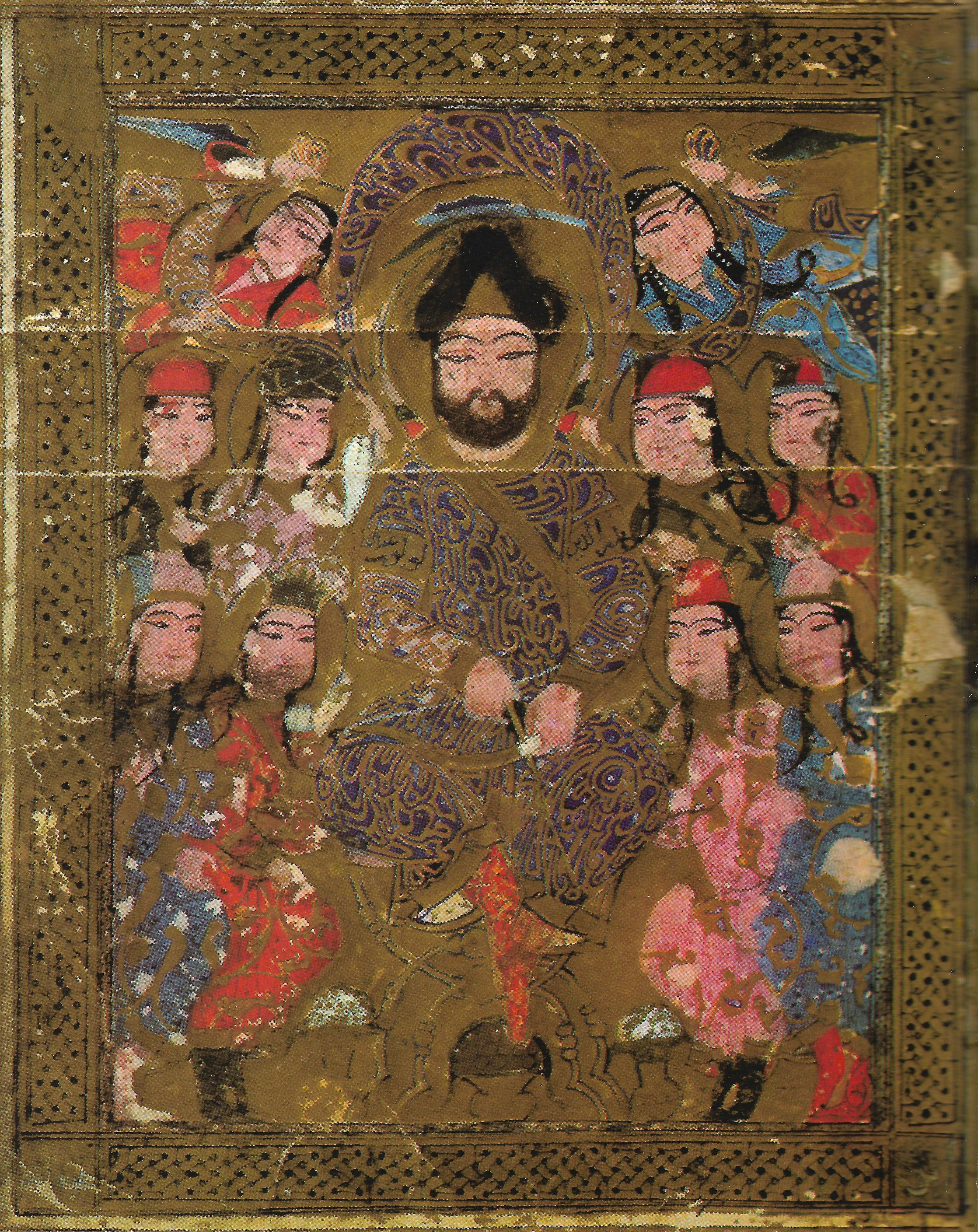
Badr al-Din Lu'lu' si curtea sa

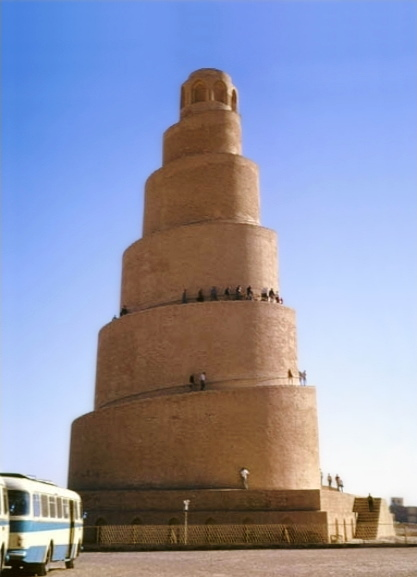
Minaretul din Samara

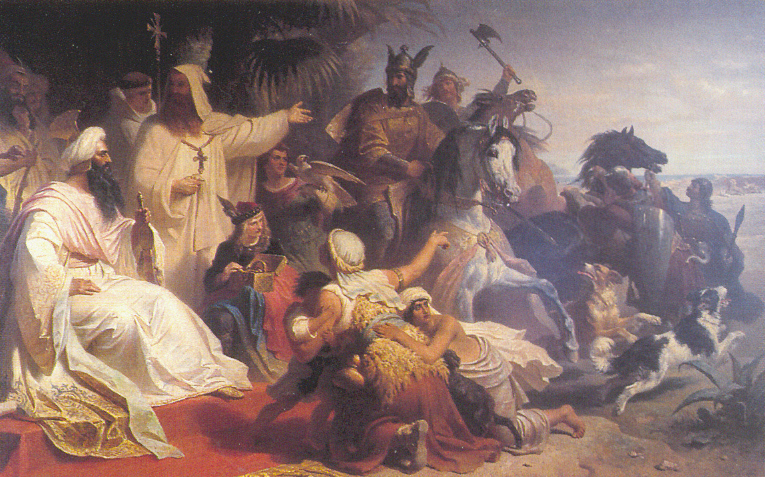
Harun al-Rashid si Carol cel Mare

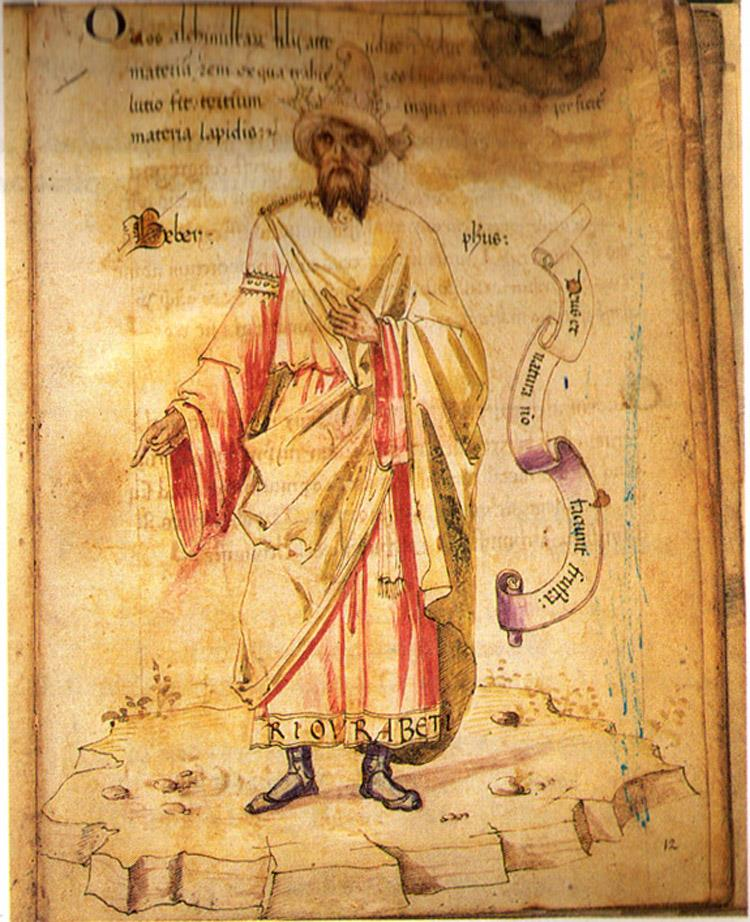
Jabir ibn Hayyan-parintele chimiei

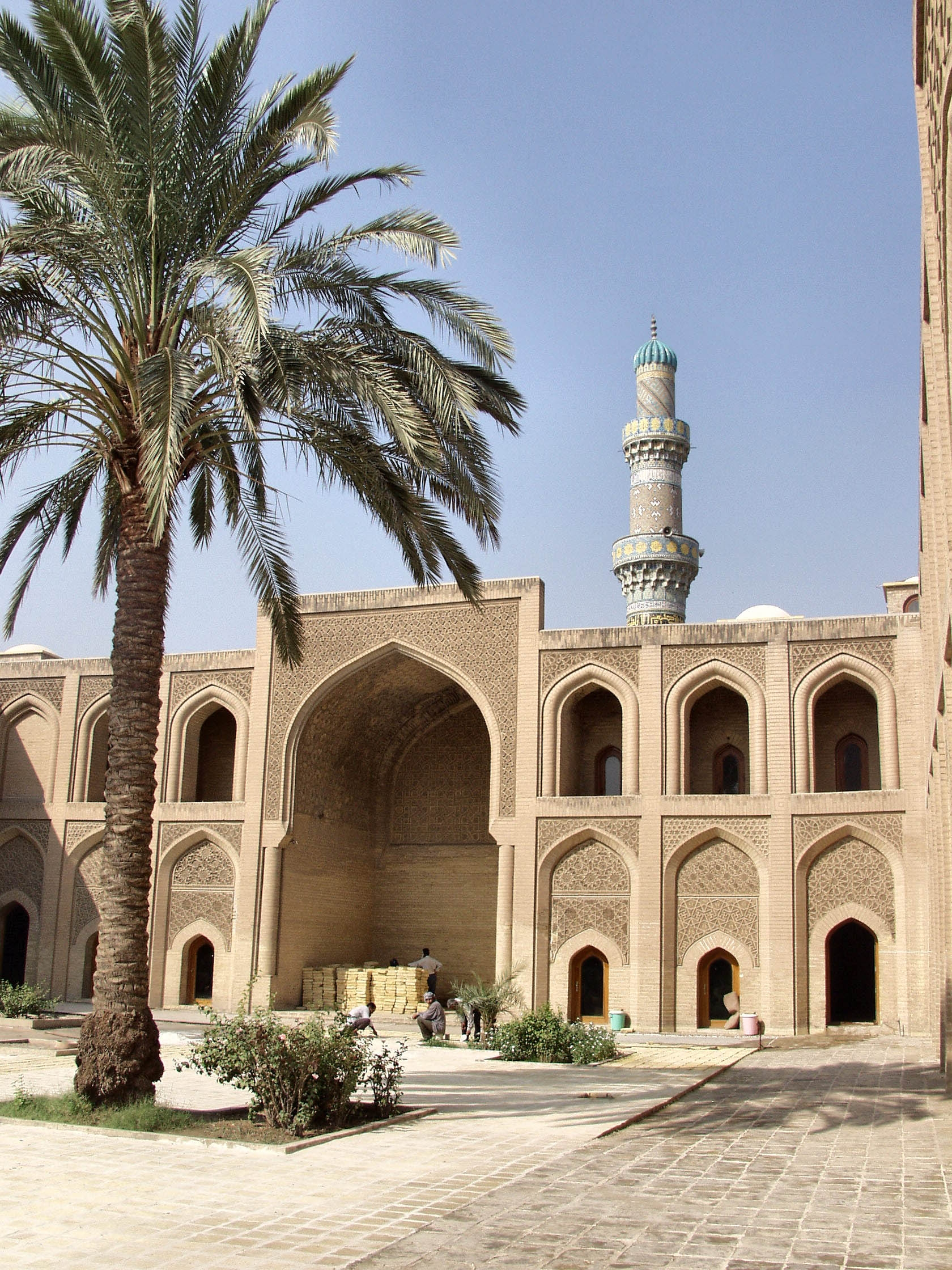
Universitatea din Mustansiriya din Bagdad, una dintre cele mai vechi universitati

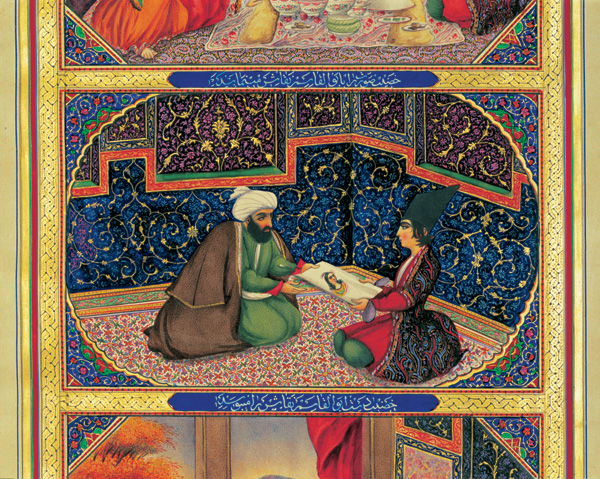
Pagina din "O mie si una de nopti"

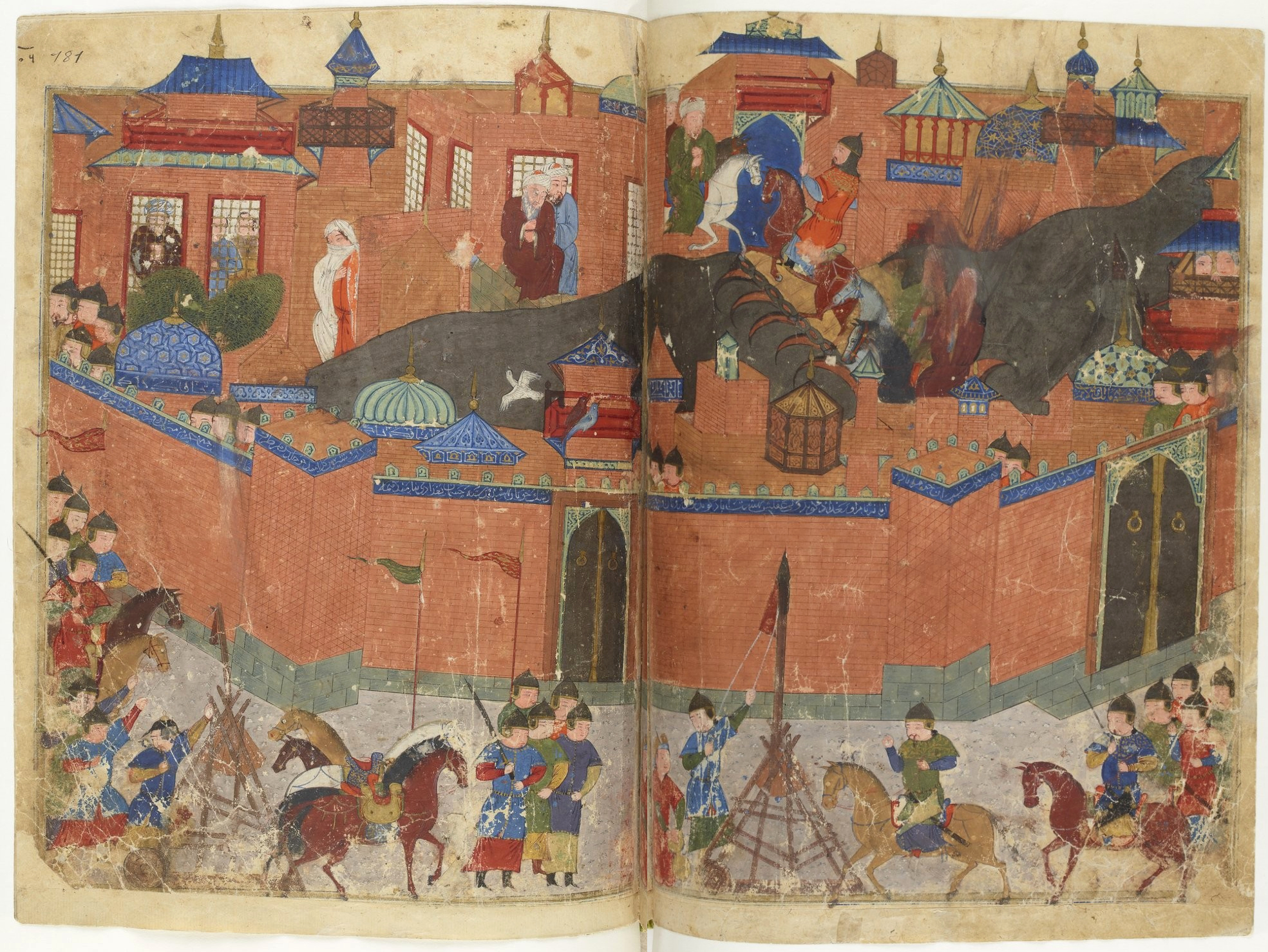
Asediul Bagdadului

Al-Mansur se remarcă ca fondatorul Imperiului Abbasid. Acesta a securizat Califatul Abbasid, fratele sǎu, Abu al-Abbas , exterminând tot omeiazii, cu excepția prințului Abd al-Rahman.  Fiul sǎu al-Mahdi a stabilit domnia dinastică și absolutǎ a califilor, cu islamul sunnit ca religie de stat. A suprimat revoltele interne, însă a pierdut Spania în 756, când s-a fondat Califatul Córdoba . În anul 762 a stabilit noua capitală la Bagdad, la granița dintre lumea arabă și cea persană, devenind centrul culturii, științei și artei islamice, prosperând ca un oraș comercial în secolele următoare.
Califatul Abbasid și-a lărgit baza puterii personale prin cooptarea noilor convertiți din rândurile nobilimii persane în toate funcțiile din sistem: guvernatori și marele vizir. Abbasizii au încurajat convertirea la islam a populațiilor suspuse. Au avut ca centre Bagdadul, Samara și Merv, în Persia. Au stimulat sinteza culturii arabe. Au înfruntat probleme precum dificultatea guvernării, particularismele provinciale, contestările majore. 
În 786 a avut loc o altă rebeliune șiită la Mecca ce a fost reprimată. Șiiții s-au refugiat în Persia și Maghreb, fondând Regatul Idrisizilor în Maroc. Fatimizii, din 909 până în 1171, au pornit din Tunisia, ocupând Egiptul și menținând titlul de califi.
În timpul domniei lui Harun al-Rashid(786-809), fiul lui al-Mahdi, a fost un bonvivant, fiind cunoscut din poveștile O mie și una de nopți. În timpul domniei sale, imperiul atinge apogeul maxim. Distanța dintre calif și popor s-a adâncit însă. Familia de viziri Barmakid a administrat imperiul până în 803. Lupta pentru putere dintre fii lui Harun a fost câștigată în 813 de către al-Mamun, care a ridicat la nivel de doctrina de stat învățăturile raționaliste ale Mutazilitilor, care promovau originea divină a Coranului.
În 830, a creat un centru intelectual și a înființat o mare biblioteca la Bagdad-Casa Științelor. A ordonat traducerea scrierilor cărturarilor și filosofilor greci, acestea devenind accesibile pentru europeni.Cele mai mari realizări au fost făcute în domeniul matematicii, astronomiei, medicinii și opticii. S-a dezvoltat filosofia grație mulțumită cărturarilor al-Kindi și Ibn Sina, ambii având un impact asupra Renașterii în Europa. 
Al-Mamun și succesorii acestuia au început să se folosească de serviciile trupelor de mercenari turci convertiți la sunnism. În 836, al-Mutasim a mutat capitala și gărzile turcești de la Bagdad , zguduit de conflictele dintre populație și trupele turcești, în noul oraș Samarra. Fanaticul al-Mutawakkil a limitat în timpul domniei sale (847-861) influență filosofilor și Mutaziliților. Sub succesorii acestuia, disputele pentru succesiune și schimbarea frecventǎ a califilor duc la slăbirea puterii centrale. Capitala revine la Bagdad în 883, însă sub conducere autonomă locală, ce va slabi pe parcurs, iar declinul imperiului s-a accentuat. Califii fiind slabi, erau sub controlul comandanților militari turci, ce vor deveni o elită puternică.
S-au dezvoltat multe regate locale puternice politic, transformându-și curțile în centre culturale independente. Aghlabizii, care domneau în estul Algeriei, în Tunisia și în Tripolitana, au colonizat sudul Italiei și Sicilia și au jefuit Roma în 846, în timp ce Tulunizii și Iksiidizii au domnit în Egipt, Siria și Palestina. Tahirizii din nord estul Persiei și Safarizii din Afghanistan și unele zone din Transociana au devenit independenți, însă sunt înlăturați de Samanizii din Samarkand. Maghrebul și Spania ies de sub controlul Bagdadului. 
Șiiți Fatimizi au devenit cea mai mare provocare a Bagdadului, odată cu înaintarea acestora din Tunisia, unde și-au stabilit capitală la Kairouan. 
Între 869-883, au izbucnit revolte ale zinjilor în sudul Irakului. Abbasizii au pierdut autoritatea guvernatorilor de provincii, fondându-se dinastii independente. 
În 945, buyzii au preluat Bagdadul și califatul abbasizilor, pierzând unitatea politică, califii devenind marionete ale dinastiei militare șiite a emirilor buizi, ce au resuscitat cultură persană. Adud al-Dawlah, emir al Bagdadului între 977-983, a subordonat întreg Irakul. 
În 969, fatimizii au cucerit Egiptul, preiau controlul asupra Siriei și au ridicat un contra-califat în noul oraș Cairo. Pentru a menține unitatea regatului, fondatorul Fatimizilor, Ubayd Allah al-Mahdi a profitat de așteptările șiite de salvare. Succesorii săi, al-Muizz și al -Aziz au transformat Cairo într-un centru științific și cultural, iar odată cu Moscheea al-Azhar, s-a înființat un centru al misionarismului șiit.
Excentritatile religioase ale califatului al-Hakim au dus la tulburări, iar între anii 1017-1021 la înființarea unei comunități religioase a Drusizilor, care îl venerau ca zeu. Între 992-1030, Mahmud din Ghazna a condus turcii selgiucizi la ocuparea Pundjabului.
În 1036-1037, Imperiul Fatimid a intrat printr-un declin economic, a pierdut Siria în favoarea Selgiucizilor, dar în 1171, și-a revenit sub Sultanul Saladin. De pe urma schismei religioase și politice din 1094, s-a desprins secta Asasinilor. 
În 1055, Kerman, ultumul din dinastia buizilor din Bagdad, este îndepărtat de Selgiucizi. Califii devin pioni ai Selgiucizilor și al Horezm-șahilor. Au reușit să restabilească suveranitatea sub an-Nasir și al -Mustansir, care a construit Mustansiria Madrassa la Bagdad. 
În 1071, selgiucizii îi înving pe bizantini în Bătălia de la Manzikert, cucerind Asia Mică. 
Între 1162-1206, Muhammad din Ghori a cucerit Valea Gangelui, Bengalul. 
În 1206, Kutb-ub-din de Aybak a fondat Sultanatul de la Delhi. 
Criza economică și politică și pierderea hegemoniei maritime în Mediterana, precum și cruciadele și atacurile din Asia Mică au slăbit dinastia abbasida. Turcii selgiucizi au fost parțial integrați, iar între 1190-1205, horezmienii au ocupat Persia. 
Ultimul calif, al-Mutasim, refuză să se predea mongolilor care avansau și este ucis în 1258 împreună cu mii de supuși, în timpul atacului invadatorilor asupra Bagdadului.

### Califatul Fatimid

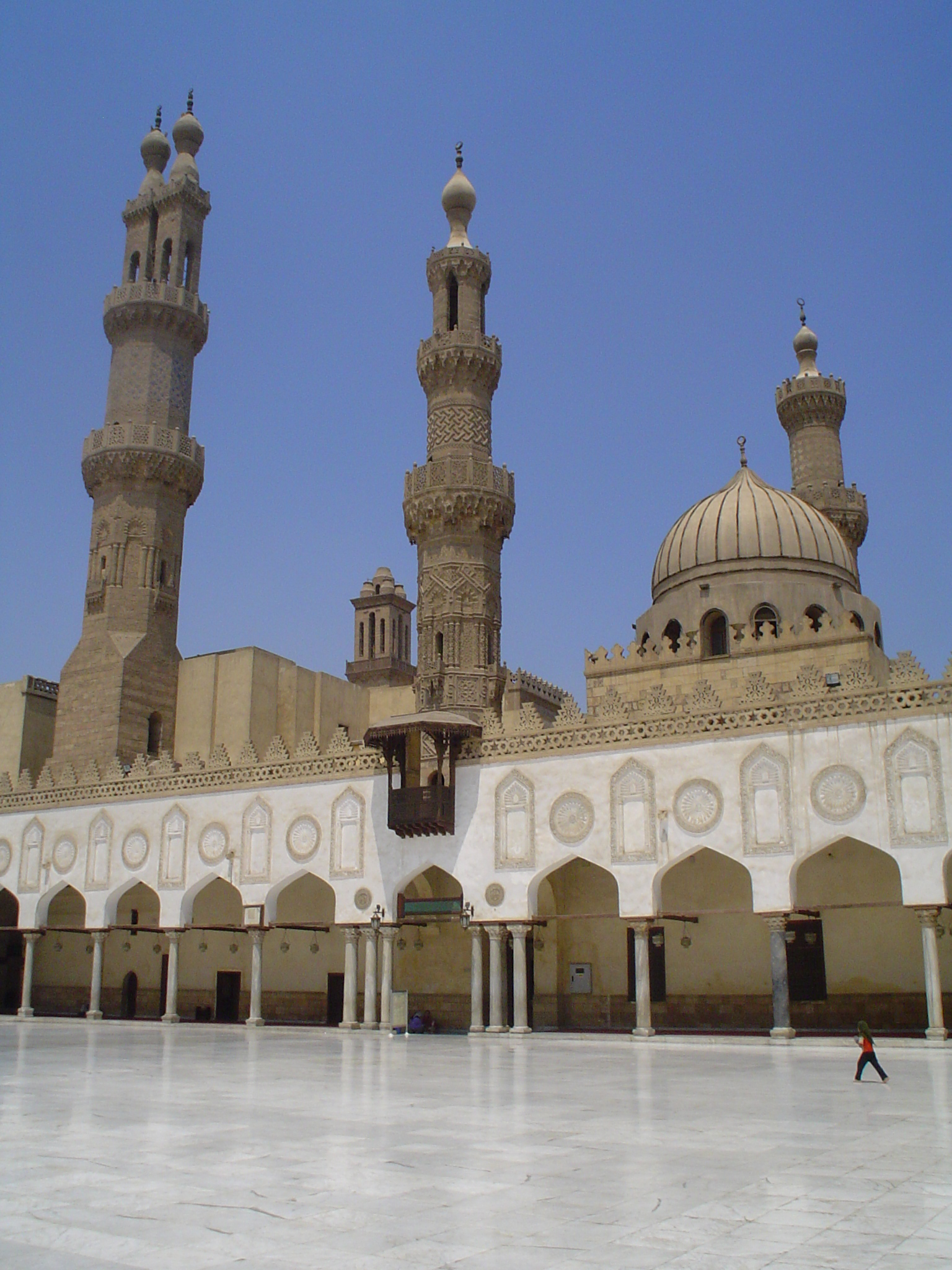
Al-Azhar

În anul 909 d.Hr , apare Dinastia Șiită a Fatimiziilor (era o dinastie ce se trăgea din Califul Ali și Fatimah , fiica Profetului) , dinastie apărută în Tunisia , unde preiau controlul și își stabilesc capitala la Kairouan . Ei devein cea mai mare amenințare a Califatului Abbasid de la Bagdad . În anul 969 , Fatimizii preiau controlul Siriei și cuceresc Egiptul , unde întemeiază un contra-califat , numit Califatul Fatimid , cu capitala la noul oraș apărut , Cairo . Califul al-Muizz (953-975) și Califul al-Aziz (975-996) , transformă orașul Cairo într-un centru științific și cultural , iar între anii 970-972 este construită Moscheea Șiită al-Azhar , și un centru islamic al misionarismului șiit . În timpul Califului  al-Hakim (996-1021) , Califatul Fatimid are de suferit , deoarece între anii 1017-1020 apăruse o sectă a druiziilor ce îl venerau ca zeu , astfel creiând tulburări în rândul comunității șite . Între anii 1036-1037 , Califatul Fatimid , ce trecea printr-un grav declin economic , pierde Siria în favoarea Selgiucizilor . În anul 1171 , Sultanul Saladin reușește să cucerească Califatul Fatimid și să pună capăt dinastiei lor , datorită schismei religioase și politice apărută în cadrul acestuia în anul 1094 .

### Califatul Córdoba

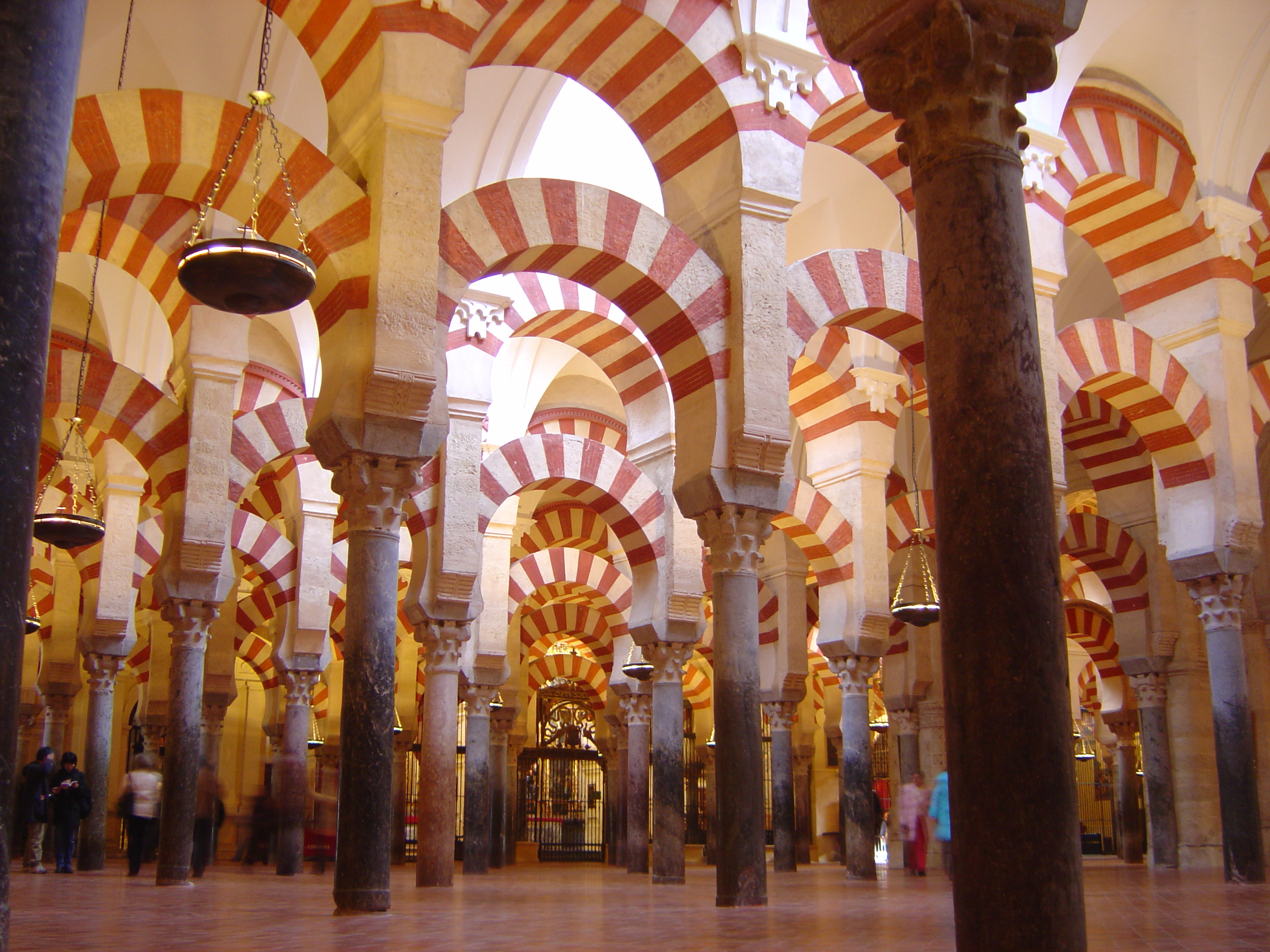
Moscheea din Cordoba

Califatul Córdoba (în arabă, خلافة قرطبة Khilāfat Qurṭuba) a fost un stat din peninsula Iberică (Al-Andalus) și Africa de Nord cu capitala în orașul Córdoba, stat existent între 929 și 1031. Această perioadă s-a caracterizat printr-o remarcabilă înflorire a comerțului și a culturii; multe dintre capodoperele artistice ale Iberiei musulmane s-au construit în această perioadă, inclusiv celebra Mare Moschee din Córdoba. În ianuarie 929, Abd-ar-Rahman al III-lea s-a proclamat calif (în arabă, خليفة) de Córdoba[1] în locul titlului de Emir de Córdoba (în arabă, أمير قرطبة 'Amīr Qurṭuba). Abd-ar-Rahman al III-lea făcea parte din dinastia Umayyad; aceeași dinastie deținea titlul de Emir de Córdoba încă din 756. Perioada califatului a fost apogeul prezenței musulmane în peninsula Iberică. Califatul s-a dezintegrat din cauza războiului civil (fitna) între descendenții ultimului calif Hisham al II-lea și succesorii primului său ministru (hayib) Al-Mansur. O rămășiță a califatului a continuat să existe până în 1031 când, după ani de lupte intestine, s-a dezmembrat în mai multe regate Taifa independente.

### Marele Imperiu Selgiuc

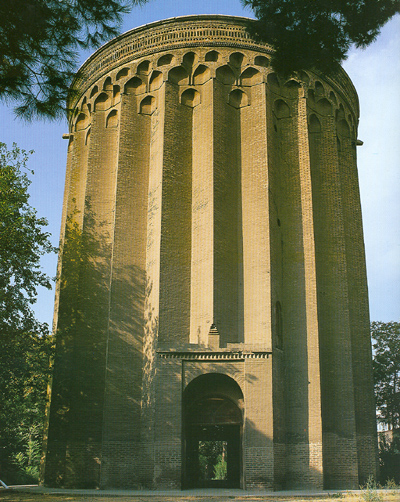
Borj-toghrul

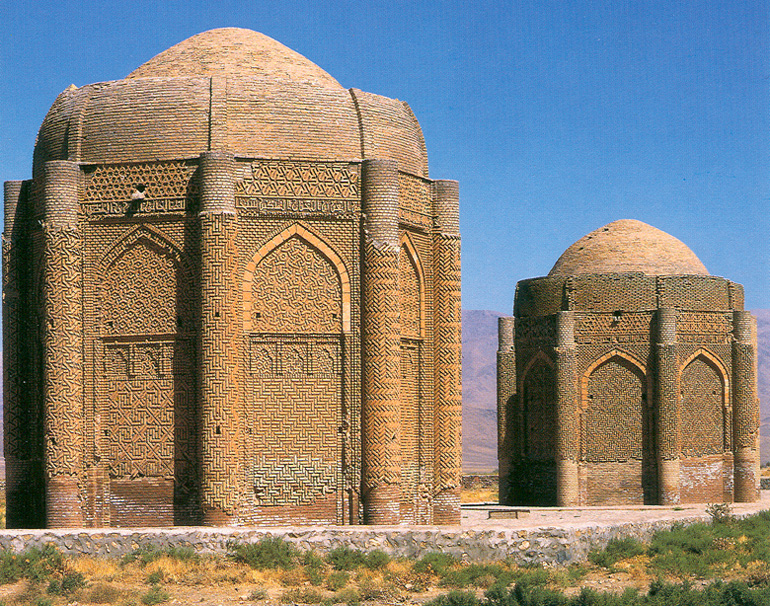
Kharaghan

Turcii au fost un popor originar din Turkistan , în Centrul Asiei . În secolul al VI-lea , triburile turcești s-au răspândit migrând în Rusia , China , India și Persia . La est de Marea Caspică , trăiau un niște triburi  de turci numiți oguzi sau turcomani . În anul 950 , Selgiuc , un mare lider turcoman , unește majoritatea triburilor și formează Dinastia Turcilor Selgiucizi , ce migrează spre vest . Acești turci practicau o religie șamanică . În anii 960 , turcii selgiucizi se convertesc la islamismul sunnit , sub influența Samanizilor . După procesul de islamizare , turcii devin vasali ai Califilor Abbasizi de la Bagdad , având roluri de mercenari sau ocupând funcții publice de administratori și guvernatori .Selgiucizii înaintează spre Niishapur , și după victoria asupra Ghaznavizilor , sub conducerea lui Toghrul Beg , turcii selgiucizi cuceresc în anul 1042 vestul Iranului , în 1052 avansează în Shiraz , și în 1054 preiau controlul Azerbaidjanului și Kuzestanului . În anul 1055 , Toghrul Beg și selgiucizii cucerec Bagdadul , iar Califul Abbasid , îl proclamă Vice-Sultan , lăsândule selgiuciziilor Califatul Abbasid , turcii selgiucizi devenind Conducătorii Lumii Islamice și redenumind califatul în Imperiul Selgiucid . Astfel , turcii conduceau imperiul , iar califii aveau daor o imporatnță religioasă . Sultanul Arp-Alsan , fiul lui Toghrul Beg , preia puterea cu adevărat în 1063 împreună cu Vizirul Nizam al-Malik , un mare filozof islamic . Selgiucizii îi înving pe Fatimizii șiții din Egipt , luândule Siria . Selgiucizii considerau că Imperiul Bizantin era un pericol pentru Lumea Islamică , așa că au declanșat un Jihad contra bizantinilor . Turcii au făcut schimbări în cea ce privește Țara Sfântă , Palestina . Încă de la cucerirea ei de la bizantini de către arabi în timpul Califatului Rashidun , Ierusalimul și celelalte locuri sfinte ale Palestinei puteau fi vizitate și de cei de altă religie cum ar fi creștini , care plăteau arabilor o taxă de intrare , dar turcii selgiucizii au considerat un păcat ca Palestina cea Sfântă  să fie pângărită de necredincioși , ucigând creștinii fără milă . În anul 1071 , selgiucizii îi înfing pe bizantini la Manzikert și cuceresc mare parte a Anatoliei (Partea asiatică a Turciei de astăzi) . Abia în anul 1095 , bizantinii cer ajutor papalității în problema locurilor sfinte și a Anatoliei . Papa Urban al II-lea a răspuns apelului creiând Cruciadele , expediți militare cu scopul de a cucerii Locurile Sfinte . Cruciații catolici îi înfrâng pe selgiucizi musulmani și cuceresc Ierusalimul și alte regiuni formând noi state cruciate cum ar fi Principatul Antiohiei și Regatul Ierusalimului . În anul 1157 , Imperiul Selgiucid este distrus sub presiunea luptelor interne cu dinastiile irakiene , siriene și palestiniene , a invaziilor catolice venite din Europa Apuseană și a rivalilor din Dinastia Turcă a Hozem-șahiilor . Doar câțiva reușesc să îi înfrângă pe bizantinii din Anatolia și să se stabilească acolo formând un emirat cu capitala la Konya , independent de Imperiul Selgiucid , dar dispare în anul 1279 sub atacurile invadatorilor mongoli .

### Dinastia AyyubidășiMamelucii
După caderea Imperiului Selgiucid , Califatul Fatimid se destramă și el sub presiunea războaielor civile . Saladin (Salah ad-Din Ayyubi) , un general fatimid din Egipt , de origine kurdă (turco-iraniană) , reușește ca în anul 1171 să cucerească Cairo și să-i înlăture pa Fatimizii șiți . Înființează Dinastia Ayyubizilor și se proclamă Sultan al Egiptului , înființând și Sultanatul Ayyubid . De asemenea Saladin , înlocuiește șiismul cu sunnismul și transformă Moscheea șiită Al-Azhar din Cairo , care era centru al misionarismului șiit , într-o școală de teologie islamică sunnită . După organizarea administrativă a Sultanatului Ayyubid , Saladin începe un Jihad împotriva statelor cruciate din Siria și Palestina , și a dinastiilor musulmane rebele ce îi stăteau în cale . În anul 1172 cucerește Tripoli , în anul 1174 cucerește Damasc ocupând Siria , în anul 1183 cucerește tot din Siria orașul Alep , în anii 1185-1186 cucerește Mosul , ocupând Irak , toate aceste teritorii fiind loate de la cruciați și de la dinastiile locale. De asemenea între anii 1176-1183 , Saladin construiește Cetatea Cairo , înconjurând capiatala egipteană cu un sistem amplu de fortificați , menite să apare orașul de invadatorii cruciați . În anul 1187 , Saladin dă lovitura decisivă asupra cruciaților , cucerind Ierusalimul și ocupând Palestina , declarând Ierusalimul , Oraș pentru toate Religiile. De asemenea, prin cucerirea Ierusalimului din mâinile cruciaților catolici , câștigă respectul și încrederea conducătorilor musulmani din Orientul Mijlociu , unind Lumea Islamică sub sabia sa și autoproclamânduse Sultan al Siriei și Egiptului și Conducător al Lumii Islamice . Saladin mai conducea de asemenea și Hejaz (Vestul Arabiei) , incluzân și orașele sfinte , Mecca și Medina . În anul 1189 , Papa Grigore al VIII-lea predică pentru Cruciada a treia din Țara Sfântă , pentru cucerirea Ierusalimului și a celorlalte locuri sfinte cucerite de armatele lui Saladin . La această cruciadă participă : Richard Inimă de Leu , rege al Angliei , Fillip al II-lea August , rege al Franței și Frederic Barbarossa , împărat al Germaniei . Politica lui Saladin se caracterizează prin tactici remarcabile , abilitate de negociere și generozitate cavalerească , fiind  respectat chiar și în Occident . Saladin negociază cu armata celei de-a Treia Cruciade , condusă de Richard I Inimă de Leu , și îi convinge pe cruciați să pună capăt asediului Iersualimului fară succes de altfel , în anul 1192 , demonstrând faptul că Saladin a fost unul dintre cei mai mari conducători islamici care a trăit vreodată .

## Bilanțul lumii islamice
Islamul asigura o unitate politică-efemeră, dar și o unitate religioasă reală în pofida diviziunilor și schismelor, musulmanii având elemente comune: coranul, doctrona, lăcașurile de cult, instituțiile religioase. Se petrece o sinteză culturală, fiind impusă limba și cultură arabă, exceptând Persia și India.
Are loc o unitate economică aproximativă, ce a duce progrese agricole, ca irigațiile , utilizarea pompelor,morile de vânt, cultura trestiei de zahăr, preluarea culturii orezului din Asia și contactele comerciale cu Africa sud-sahariană, prin schimbul de textile, arme și sare cu aur, sau contacte cu Asia, prin care cumpărau mirodenii sau mătase . Orașele s-au dezvoltat, dar au apărut altele noi ca Bagdad sau Cairo, dezvoltarea urbanistică depășind cea europeană. 
Secolele VIII-IX reprezintă apogeul civilizației islamice, Epoca de Aur a Islamului. Acesta a avut influență culturală și economică asupra multor regiuni, inclusiv asupra Europei.